# Стародавній Рим

Територія Римської держави
Римська республіка
Римська імперія
Західна Римська імперія
Східна Римська імперія

41°53′ пн. ш. 12°29′ сх. д. / 41.89° пн. ш. 12.48° сх. д.
Старода́вній Рим — одна з цивілізацій Давнього світу та античності, отримала свою назву від головного міста — Рима, яке в свою чергу назване на честь легендарного засновника — Ромула. Стародавній Рим був цивілізацією, яка виросла з маленької землеробської громади, заснованої на Апеннінському півострові ще в X столітті до н. е. Центр Рима формувався в межах болотистої рівнини, обмеженої Капітолієм, Палатином і Квіріналом. Розміщена вздовж Середземного моря, Римська держава з часом стала однією з найбільших імперій Давнього світу.
За століття свого існування, давньоримська цивілізація змінювалася від монархії до олігархічної республіки, а потім — до все більш автократичної імперії. Завдяки завоюванням та асиміляції вона згодом почала домінувати над усім Середземномор'ям. Вершини своєї могутності Стародавній Рим досяг у ІІ столітті н. е., коли під його контролем опинилися території від сучасної Шотландії на півночі до Ефіопії на півдні та від Вірменії на сході до Португалії на заході.
Давньоримська цивілізація внесла свій вклад в сучасну мову, релігію, суспільство, технології, право, політику, уряд, війну, мистецтво, літературу, архітектуру та інженерію. Рим професіоналізував і розширив свої збройні сили та створив систему уряду під назвою res publica, яка надихає сучасні республіки. Він досяг вражаючих технологічних і архітектурних подвигів, таких як будівництво великої системи акведуків і доріг, а також будівництво великих пам'ятників, палаців і громадських споруд.
У 395 р. Римська імперія розділилася на дві частини — західну та східну. Уражена внутрішньою нестабільністю та атакована різними мігруючими народами, західна частина імперії, що включала Іспанію, Галлію, Британію та Італію, розпалася на незалежні королівства у V столітті. Східна частина імперії, яка мала за столицю Константинополь і включала Грецію, Анатолію, Сирію та Єгипет, вижила в цій кризі і, попри втрату Сирії та Єгипту, завойованих арабами, відновилася та проіснувала ще тисячу років, але врешті-решт її залишки анексувала турецька Османська імперія. Цю східну, християнську, середньовічну стадію існування Римської імперії історики зазвичай називають Візантійською імперією.
Певний вплив на становлення давньоримської цивілізації мала культура етрусків і давніх греків. В етрусків римляни запозичили більшість букв свого алфавіту, деякі прийоми будівництва, ряд обрядів (наприклад, гладіаторські бої).  Етруською була і остання з царських династій. Грецький вплив на римську культуру був значним, вивчалася грецька філософія, література, знання грецької мови стає обов'язковим для грамотної людини, копіюються грецькі скульптури. Давньоримську цивілізацію разом із Давньою Грецією, як правило, об'єднують у поняття «класичної античності».
Стародавній Рим зробив великий внесок у розвиток права, військової справи, мистецтва, архітектури, технологій та мови у західноєвропейській цивілізації. Сучасному світові Стародавній Рим подарував римське право, деякі архітектурні форми та рішення (наприклад, хрестово-купольну систему) і безліч інших нововведень (наприклад, колісні водяні млини). Християнство як релігія народилося на території Римської імперії.
Офіційною мовою давньоримської держави була латина, релігія протягом більшої частини існування була політеїстична, неофіційним гербом імперії був золотий орел, після прийняття християнства з'явилися лабаруми і хризма.

## Історія
Періодизація історії Стародавнього Риму ґрунтується на формах правління, які в свою чергу відображали соціально-політичну ситуацію: від царського правління на початку історії до імперії-доміната наприкінці.
- Царський період (754/753 — 510/509 р. до н. е.)
- Римська Республіка (509 — 27 рр. до н. е.)
  - Золота доба Римської республіки (200—133 рр. до н. е.)
- Імперія (30/27 р. до н. е. — 476 р. н. е.)
  - Рання Римська Імперія. Принципат (27/30 р. до н. е. — 235 р. н. е.)
  - Криза III ст. (235—284 рр.)
  - Пізня Римська Імперія. Домінат (284—476 рр.)

### Заснування Риму та Римське царство
За легендою, Рим було засновано 21 квітня, 753 р. до н. е. братами-двійнятами, нащадками троянського героя Енея.
Ромул (лат. Romulus) і Рем (лат. Remus) були онуками латинського царя, Нумітора (лат. Numitor) з Альба-Лонги. Царя скинув з у його жорстокий брат Амулій (лат. Amulius), в той час як дочка Нумітора, Рея Сільвія (лат. Rhea Silvia), народжувала дітей.
Рея Сільвія була дівою-весталкою, зґвалтованою Марсом, від якого в неї народилися напівбожественні двійнята. Новий цар боявся, що Ромул і Рем відберуть назад трон, тому наказав їх утопити. Вовчиця (або, за деякими переказами, дружина чабана) врятувала і виростила їх, і коли вони стали дорослими, то повернули трон Альба-Лонги Нуміторові. Згодом двійнята заснували їхнє власне місто, але під час сварки за право стати царем Риму Ромул вбив Рема, хоча деякі джерела визначають причину сварки тим, що кожен хотів назвати нове місто своїм ім'ям. Зрештою Ромул дав місту своє ім'я. Позаяк містові бракувало жінок, за легендою, латиняни запросили на свято плем'я сабінів і викрали їхніх неодружених дівчат, започаткувавши інтеграцію латинян і сабінів (Викрадення сабінянок).
За іншою легендою, записаною грецьким істориком Діонісієм, Еней очолював групу троянців у морській подорожі. Після довгих мандрів бурхливим морем вони висадилися на береги річки Тибр. Незабаром після висадки чоловіки забажали знову вийти в море, але жінки, які були з ними, не захотіли їхати далі. Одна жінка, на ім'я Рома, запропонувала іншим жінкам спалити кораблі, аби запобігти відплиттю. Спочатку чоловіки розгнівалися на Рому, але потім зрозуміли, що вони перебували в ідеальному місці для оселення. І вони назвали нову колонію на честь жінки, яка спалила їхні кораблі.
Рим виріс з поселень навколо броду через Тибр, на перехресті торгових шляхів. За археологічними свідченнями, селище Рим було, можливо, засноване у VIII ст. до н. е., хоча його могли заснувати латиняни ще в X ст. до н. е., на Палатинському пагорбі. Етруски, що спершу оселилися в Етрурії, на півночі, встановили політичний контроль над регіоном наприкінці VII ст. до н. е., сформувавши аристократичну і правлячу еліту. Наприкінці VI ст. до н. е. етруски втратили владу і вплив, і саме з цього моменту латиняни та сабіни відновлюють своє управління, створюючи республіку, з набагато обмеженішою владою правителів.
Римські традиції, як і археологічні докази, вказують на комплекс в межах Римського Форуму (лат. Forum Romanum) як на осередок влади царя і релігійний центр. Нума Помпілій (лат. Numa Pompilius) був другим римським царем, наступником Ромула. Він розпочав у Римі великі будівні проекти спорудженням царського палацу в Регії та комплексу дів-весталок.
У II ст. до н. е. після військових кампаній римське утворення складалося з дев'яти провінцій: шість на Заході — Сицилія, Сардинія, Корсика, Цизальпійська Галлія, Іспанія, Африка та три на Сході — Іллірія, Македонія, Азія.

### Римська республіка
За легендами і пізнішими літописами, наприклад, Тіта Лівія, Римська Республіка була встановлена приблизно в 509 р. до н. е., коли останнього з семи римських царів, Тарквінія Гордого, було скинуто з престолу, і була сформована система правління, яка базувалася на щорічних виборах магістратів і різних представницьких зборах. Конституція встановила систему стримувань і противаг, а також розподіл влади. Двома найважливішими магістратами були два консули, які разом представляли орган виконавчої влади у формі верховного правління та військове головнокомандування. Консули мали працювати в Сенаті, який спочатку був консультативною радою, що складалася з патриціїв, але згодом набрав сили і влади. Іншими посадовими особами (магістратурою) в Республіці були претори, еділи і квестори. Спочатку такі посади могли обіймати виключно патриції, але пізніше вони стали відкриті для простих людей, плебеїв. Республіканські виборчі збори включали центуріатські коміції (лат. comitia centuriata), які голосували з питань війни та миру й обирали людей на найважливіші посади, та трибутні коміції (лат. comitia tributa), які вибирали посадовців у менш важливі органи управління
Поступово римляни підкорили інші народи Італійського півострова, включаючи етрусків. Останньою загрозою римській гегемонії в Італії став Тарент (лат. Tarentum), головна грецька колонія, яка у 281 р. до н. е. заручилася підтримкою епірського царя Пірра, але і це їх не врятувало. Римляни захищали свої завоювання, засновуючи римські колонії в стратегічних місцях, і тим самим встановлюючи стабільний контроль над регіоном. У другій половині III ст. до н. е. Рим зіткнувся з Карфагеном у першій з трьох Пунічних воєн. Ці війни закінчилися першими для Риму заморськими завоюваннями, Сицилії та Іспанії, та піднесенням Риму як визначної імперської сили. Після завдання поразки македонцям та імперії Селевкідів у II ст. до н. е., римляни стали домінуючим народом Середземномор'я.
Домінування у іноземних регіонах призвело до внутрішнього розбрату. Сенатори багатіли за рахунок провінцій, але солдати, які переважно були дрібними фермерами, занадто довго були далеко від дому і не могли утримувати свої землі, а зростаюча маса іноземних рабів і збільшення латифундій скоротили можливості оплачуваної праці. Дохід від воєнної здобичі, комерція в нових провінціях, оподаткування сільського господарства створили нові економічні умови для багатіїв, формуючи новий клас купців, «вершників» (лат. equites). Закон Клавдія (Lex Claudia) забороняв членам Сенату займатися комерцією, тому попри те, що вершники теоретично могли увійти до складу Сенату, вони були суворо обмежені у політичній владі. Сенат постійно сварився через дрібниці, неодноразово блокуючи важливі земельні реформи і відмовляючись надати класу вершників більше голосів в уряді. Жорстокі банди з міських безробітних, які контролювалися конкуруючими сенаторами, залякували електорат насильством. Ситуація досягла критичної точки наприкінці II ст. до н. е., коли брати Гракхи, двоє трибунів, спробували домогтися прийняття земельної реформи, яка б перерозподілила великі патриціанські володіння серед плебеїв. Обидва брати були вбиті, але Сенат прийняв деякі з їхніх реформ, аби заспокоїти зростаючі заворушення серед плебеїв та вершників.
Відмова у наданні римського громадянства союзницьким містам Італії призвела до Союзницької війни 91–88 рр. до н. е. Воєнні реформи Гая Марія спричинили те, що солдати часто були віддані своїм командирам менше, ніж своєму рідному місту, і сильний генерал міг силою примусити місто і Сенат підкоритися. Це призвело до громадянської війни між Марієм та його противником Суллою, і досягло апогею під час диктатури Сулли у 81–79 рр. до н. е.
У середині I ст. до н.е., троє людей, Юлій Цезар, Помпей та Красс, уклали секретний пакт — Перший Тріумвірат — задля контролю Республіки. Після завоювання Цезарем Галлії, протистояння між Цезарем і Сенатом призвело до громадянської війни з силами Сенату на чолі з Помпеєм. Цезар здобув перемогу і зробив себе довічним диктатором. В 44 р. до н. е. Цезаря вбили сенатори, які протистояли захопленню Цезарем абсолютної влади і прагнули відновити конституційне управління. Але згодом владу захопив Другий Тріумвірат, що складався з Октавіана — спадкоємця, призначеного Цезарем, Марка Антонія та Лепіда. Однак цей альянс скоро скотився у боротьбу за домінування. Лепіда відправили у вигнання, а Октавіан, розбивши Антонія та Клеопатру Єгипетську у битві при Акції в 31 р. до н. е., став незаперечним правителем Риму.

### Римська імперія

Стародавній Рим у часи найбільшого розквіту,
територія Римської імперії, 117 рік

Розбивши своїх ворогів, Октавіан узяв ім'я Август (лат. Augustus) і привласнив собі майже абсолютну владу, зберігши лише тінь республіканської форми правління. Його призначений наступник, Тиберій, прийняв владу без серйозної опозиції, встановивши династію Юліїв-Клавдіїв, яка існувала аж до смерті Нерона у 69 р. Римська територіальна експансія продовжувалася, і держава залишалася непохитною, попри низку імператорів, які вочевидь були розбещені та продажні (наприклад, деякі дослідники вважають, що Калігула був божевільним, а Нерон мав репутацію жорстокої людини, яка більше цікавилася власними інтересами, аніж державними). Династія Юліїв-Клавдіїв змінилася династією Флавіїв. Протягом правління «П'яти гарних імператорів» (96–180 рр.), Імперія досягла свого територіального, економічного та культурного апогею. Держава була захищена як від внутрішніх, так і зовнішніх загроз, і протягом Pax Romana («Римський мир») Імперія процвітала. Із завоюванням Дакії за правління Траяна Імперія досягла піку своєї територіальної експансії; римські володіння займали площу приблизно 6,5 млн км².
У період між 193 та 235 рр. правила династія Северів, в якій було декілька некомпетентних правителів, зокрема Геліогабал. Це і зростаючий вплив армії на добробут Імперії призвели до довгого періоду занепаду і зовнішніх нападів, відомого як Криза III ст. Ця криза завершилася під час правління компетентнішого Діоклетіана, який у 293 р. розділив Імперію на західну та східну частини, що керувалися тетрархією — двома імператорами (августами) і двома молодшими співправителями (цезарями). У 330 р., 11 травня, імператор Костянтин Великий остаточно закріпив статус столиці за Візантієм (лат. Byzantium) і перейменував його на Константинополь. У 395 р. Імперія назавжди розділилася на Західну та Східну.
Західна Римська імперія постійно зазнавала нападів варварів, і її послідовний занепад розтягнувся на століття. У IV столітті гуни, які мігрували на захід, змусили візіготів шукати притулку у межах Римської імперії. У 410 р. візіготи під проводом Аларіха І взяли змором Рим. Вандали вдерлися у римські провінції — Галлію, Іспанію та Північну Африку, і в 455 р. взяли Рим. 4 вересня 476 р. германський вождь Одоакр примусив останнього імператора Західної Римської імперії, Ромула Августула зректися престолу. Правління Риму на Заході, що продовжувалося приблизно 1200 років, скінчилося.
Східна Римська імперія матиме таку саму долю, хоча не настільки сувору. Юстиніану вдалося ненадовго відвоювати Північну Африку та Італію, але через кілька років після його смерті володіння Візантії на Заході скоротилися до південної Італії та Сицилії. На сході, частково через нищівну пандемію — Юстиніанову чуму, Візантії загрожувало піднесення ісламу, чиї послідовники швидко захопили території Сирії та Єгипту і незабаром стали безпосередньою загрозою для Константинополя. Однак візантійцям вдалося зупинити ісламську експансію у їхні землі протягом VII ст., а на початку IX ст. повернути частину завойованих земель. У 1000 р. Східна Римська імперія була на своїй вершині: Василь ІІ відвоював Болгарію та Вірменію, розквітли культура і торгівля. Однак, через деяких час, у 1071 р. завоювання раптово закінчилися після битви при Манцикерті. Це врешті-решт призвело Імперію до неминучого занепаду. Кілька століть внутрішніх чвар та вторгнення турків підготували ґрунт для імператора Олексія І Комніна у 1095 р. дати заклик допомоги на Захід. Останній відповів хрестовими походами, що завершилися облогою Константинополя учасниками Четвертого хрестового походу. Завоювання Константинополя розпочне роздрібнення залишків Імперії на держави-наступниці. Східна Римська імперія припинила своє існування, після взяття Константинополя Мехмедом ІІ 29 травня 1453 р.

## Суспільство
Низка дослідників вважає, що Рим створив свою оригінальну цивілізацію, яка базувалася на особливій системі цінностей, що склалася у римському громадянському суспільстві у зв'язку з особливостями його історичного розвитку. До таких особливостей належали: встановлення республіканської форми правління внаслідок боротьби патриціїв і плебеїв, та майже безперервні війни Риму, що перетворили його з невеликого італійського містечка на столицю величезної держави. Під впливом цих факторів створювалася ідеологія та система цінностей римських громадян. Її визначав перш за все патріотизм — уявлення про особливу богообраність римського народу і самою долею призначених йому перемогах, про Рим як найвищу цінність, про обов'язок громадянина служити йому всіма силами. Для цього громадянин мав відзначатися відвагою, стійкістю, чесністю, відданістю, гідністю, поміркованістю у способі життя, здатністю підкорятися залізній дисципліні на війні, затвердженому законом і встановленому предками звичаю в мирний час, шанувати богів-покровителів своїх сімей, сільських громад та самого Риму.

### Соціальна структура римського суспільства
Римське суспільство розглядається як ієрархічне, де раби (лат. servi) були на самому дні, вільновідпущеники (лат. liberti) — над ними, а вільнонароджені громадяни (лат. cives) були верхівкою. Вільні громадяни також були поділені на класи. На початковому етапі розвитку римське суспільство складалося з двох основних верств — патриціїв і плебеїв. Згідно з найпоширенішою версією про походження цих двох класів, патриції — це корінні мешканці Риму, що вели своє походження від 100 патріархів-засновників міста, а плебеї — прийшле населення, яке не мало такого походження, але мало громадянські права. Патриції були об'єднані спочатку в 100, а потім в 300 родів. Спершу плебеям заборонялося одружуватися з патриціями, що забезпечувало замкненість верстви патриціїв.
Менш важливим це стало за часів пізньої Республіки, коли деякі плебейські родини стали заможними і почали займатися політикою, а деякі патриціанські роди занепали. Будь-хто, патрицій чи плебей, чиїм предком був консул, вважався благородним (лат. nobilis), а того, хто перший зі свого роду прийняв консульство, як, наприклад, Марій чи Цицерон, називали новою людиною (лат. homo novus) і благородними ставали його нащадки. Однак патриціанське походження все ще залишалося престижним, і багато релігійних інститутів були відкриті тільки для патриціїв.

Характерним одягом для римських чоловіків була тога, яку могли носити тільки громадяни Риму

З часом соціальна структура помітно ускладнилася, важливішим став поділ на класи згідно з військовою службою. Членство в цих класах періодично визначалося цензорами, згідно з майновим становищем. Найзаможнішими були сенатори, які домінували у політиці та військовому управлінні. Наступними йшли вершники (лат. equites), тобто ті, що могли дозволити собі утримувати бойового коня; згодом вони сформували впливовий купецький клас. Це були особи не завжди знатного походження, але вони займалися торговими операціями (торгівля вважалася недостойним патриціїв заняттям) і концентрували в своїх руках значні багатства. Після декількох нижчих класів з тих, хто міг собі дозволити військове спорядження, йшли пролетарії — громадяни, які не мали майна. До реформ Марія вони не допускалися до військової служби і за рівнем добробуту і престижу стояли ненабагато вище вільновідпущеників.
Приблизно в III ст. до н. е. патриціат об'єднується з вершниками у нобілітет. Однак нобілітет не був єдиним. Згідно з римськими уявленнями, вельможність (лат. nobilitas) роду, до якої належить людина, визначала рівень поваги до нього. Кожен мав відповідати своєму походженню і однаково засуджувалися як негідні заняття (наприклад, торгівля) людини знатного походження, так і незнатні особи, які досягли високого положення (homo novus). Громадяни також стали розділятися на cives nati — громадян за народженням і cives facti — громадян, які отримали права за певним законом. До Риму також стали з'їжджатися люди різноманітних національностей (перш за все, греки), які не мали політичних прав, але грали важливу роль у житті суспільства.
Право голосу в Республіці залежало від класу, громадяни групувалися у виборчі «триби», але в трибах багатшого класу було менше людей, ніж в бідних трибах, всі пролетарії формувалися в одну трибу. Голосування проходило у класовому порядку і закінчувалося тоді, голосували більшість триб, тому до найбідніших класів часто навіть не доходила черга.
Союзницьким іноземним містам часто надавалося латинське право, перехідний рівень між повним громадянством і статусом іноземця (лат. peregrini), яке давало жителям цих міст всі права громадян згідно з римськими законами і дозволяло їхнім керівним магістратам ставати повноправними римськими громадянами. Хоча існувало безліч різновидів латинських прав, основний поділ був на:
- cum suffragio («з правом голосу», тобто право вступити в римську трибу і брати участь у трибутній коміції)
- sine suffragio («без права голосу», тобто без права брати участь у римській політиці)

Деякі з італійських союзників Риму отримали повне громадянство після Союзницької війни 91–88 рр. до н. е., а в 212 р., за імператора Каракалли, повне римське громадянство поширилося на всіх вільнонароджених в Імперії.

### Шлюб і родина
В ранній період історії Риму метою і головним сенсом життя громадянина вважали наявність власного дому та дітей, при цьому сімейні відносини не підкорялися закону, а регулювалися традиціями. Основний принцип побудови римського суспільства — це опора на елементарний осередок суспільства — сім'ю (фамілію). Родинні зв'язки базувалися не тільки на кровній спорідненості, але й на усиновленні. Кілька споріднених родин формували рід (лат. gens), найвпливовіші з них грали важливу роль у політичному житті.
До складу римської родини входили не тільки мати і батько, але й неодружені дочки, сини, їхні дружини та діти. До неї також належали слуги, раби та все домашнє майно.

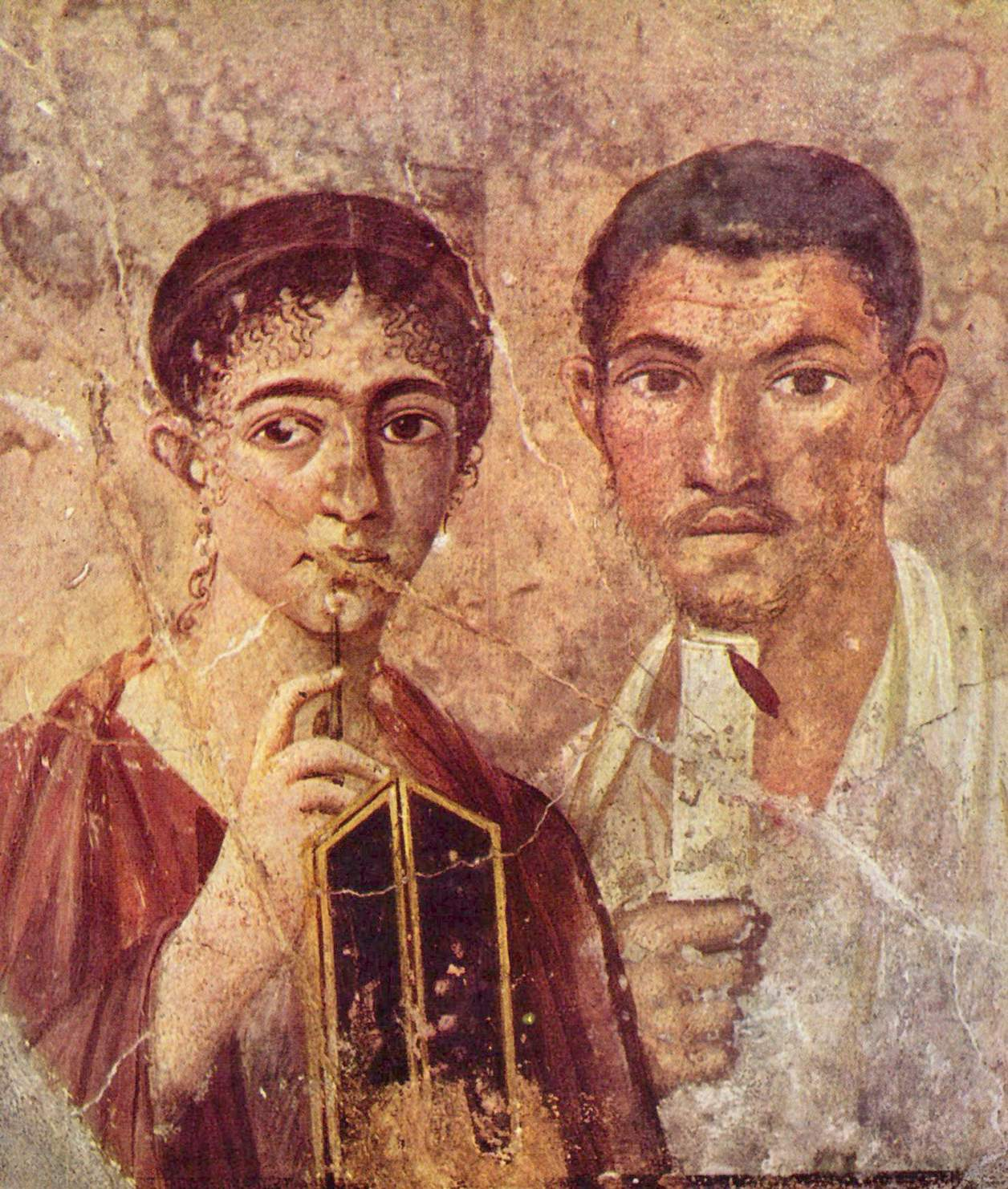
Портрет подружжя з фресок Помпеї

Голова родини (лат. pater familias) — батько — мав необмежену владу (лат. patria potestas), яка була оформлено законодавчо і розповсюджувалася на всіх членів фамілії. Практично всі рішення щодо членів родини батько приймав самостійно. Влада батька полягала в тому, що він міг своєю волею видати дочку в шлюб або розлучити, продати дітей у рабство; при народженні дитини він визначав долю новонародженого: він або визнавав дитину, або наказував вбити, або покидав без усякої допомоги.
Patria potestas розповсюджувалася також на дорослих синів та їхні сім'ї. Батько одноособово володів усім майном родини. Навіть досягнувши повноліття та одружившись, син залишався безправним у родині. Він не мав права володіти будь-якою нерухомістю за життя батька. Лише після його смерті, згідно із заповітом, син отримував батькове майно у спадок та ставав повноправним громадянином і головою своєї родини.
Жінка перебувала у волі чоловіка, тому що вона, за словами Теодора Моммзена, «належала тільки родині і не існувала для громади». В римських родинах жінка мала великі права, адже вона займалася управлінням господарством. Вона була повновладною господинею у домі. Вважалося хорошим тоном, коли жінка добре упорядковувала родинний побут, звільняючи чоловіка для важливіших державних справ. Залежність жінки від чоловіка обмежувалася, по суті, майновими відносинами; володіти та розпоряджатися майном без дозволу чоловіка жінка не могла.
На відміну від грецьких жінок, римлянки могли вільно з'являтися поміж люди, їздити в гості, бувати на урочистих прийомах, причому, попри те, що вищу владу в родині мав батько, вони були захищені від його свавілля. Але заняття політикою не було жіночою справою, жінці не дозволялося бути присутньою на народних зборах.
Батьки родин ще, як правило, одружували своїх дітей, керуючись тогочасними моральними нормами і власними міркуваннями. Видати дівчину в шлюб батько міг з 12-річного віку, а одружити юнака — з 14-річного.
Римське право передбачало дві форми узяття шлюбу:
- «під рукою» (лат. cum manu), тобто дочка, вступаючи в шлюб, переходила з-під влади батька під владу чоловіка, точніше голови його родини, і її приймали в сім'ю чоловіка. Такий вид шлюбу існував до пізньої Республіки.
- «без руки» (лат. sine manu) — форма шлюбу, що частково змінила cum manu. При ньому жінка, одружившись, не переходила під владу чоловіка, а залишалася членом старої фамілії, під владою батька або опікуна. Такий шлюб більше скидався на співжиття, адже жінка могла у будь-який момент залишити чоловіка і повернутися додому.

Незалежно від того, якій формі шлюбу надавали перевагу молодята, йому передували заручини. Під час заручин наречені давали шлюбну обітницю. Кожен з них на питання, чи обіцяє він/вона взяти шлюб, відповідав: «Обіцяю». Молодий вручав майбутній дружині монету, як символ укладення між батьками шлюбного союзу, та залізну обручку, яку молода носила на підмізинному пальці лівої руки.
Давньоримський шлюб, особливо у вищих верствах населення, укладали часто з фінансових і політичних міркувань.
Народження дитини також було пов'язане з багатьма традиціями. Святкування на честь появи нового члена родини починалися на восьмий день після пологів і продовжувалися три дні. Батько підіймав дитину з землі і давав їй ім'я, цим проголошуючи своє рішення прийняти дитину в сім'ю. Після цього запрошені гості дарували немовляті подарунки, зазвичай, амулети, призначення яких було оберігати дитину від злих духів.
Реєструвати дитину довгий час було необов'язково. Лише коли римлянин досягав повноліття та надівав білу тогу, він ставав громадянином римської держави. Його представляли перед посадовими особами та вносили в список громадян.
Уперше реєстрацію новонароджених ввів на початку нової ери Октавіан Август, зобов'язуючи громадян протягом 30 днів з моменту народження реєструвати немовля. Реєстрація дітей проводилася в храмі Сатурна, де знаходилася канцелярія намісника та архів. При цьому підтверджувалося ім'я дитини, дата її народження, вільне походження та право громадянства.

### Освіта

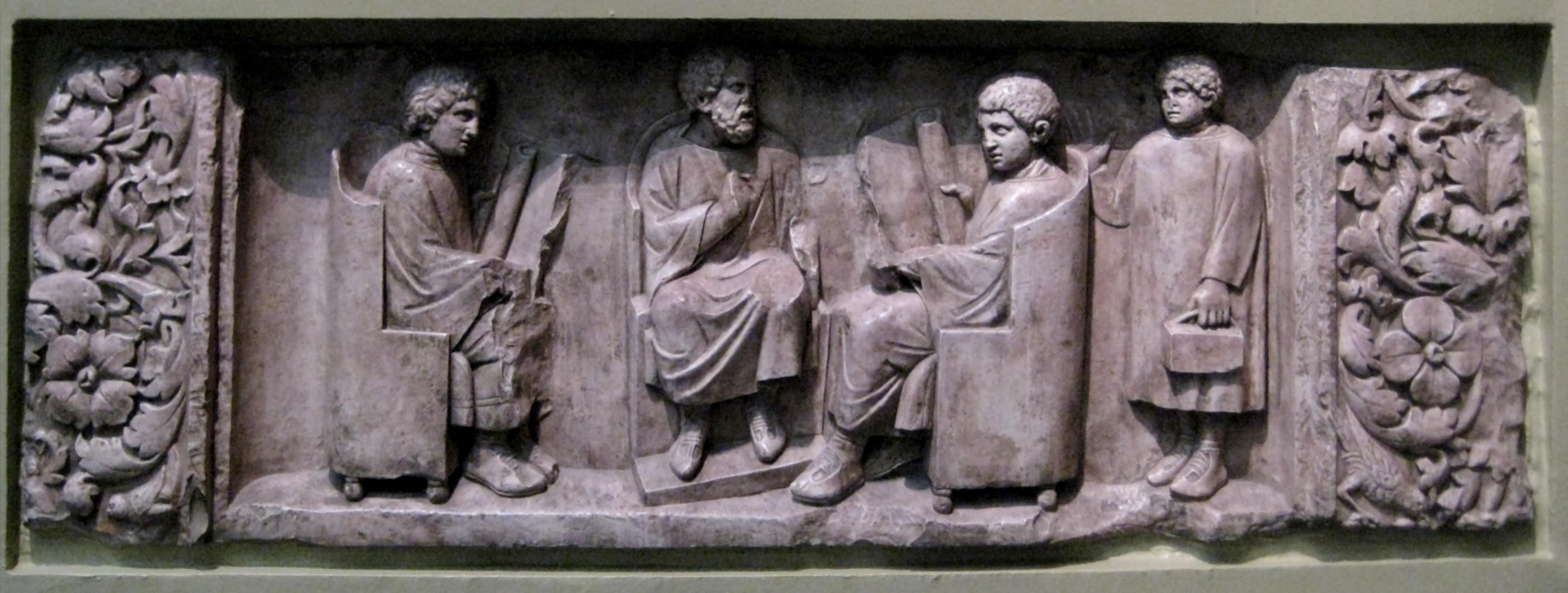
Вчитель та троє discipuli. Давньоримський рельєф з Ноймагену, Німеччина

Потрібно підкреслити особливу роль сімейного виховання у римлян. Діти виховувалися в дусі поваги до вірувань і звичаїв предків, беззаперечного підкорення батьківській владі. Хороший громадянин у римлян — це слухняний син і дисциплінований воїн. Давньоримське законодавство передбачало суворі покарання за порушення батьківської волі, в цьому ж напрямі діяла державна релігія з її обожнюванням цивільної і військової доброчесності.
За часів ранньої Республіки не існувало публічних шкіл, тому хлопців навчали читати і писати їхні батьки, або письменні раби, яких називали paedagogi, зазвичай грецького походження. Найпершою метою навчання в той час було дати молодим людям знання з сільського господарства, військової справи, римських традицій та суспільних відносин. Юнаки багато чому навчалися, допомагаючи батькам виконувати їхні релігійні чи політичні функції. У віці 16 років сини аристократів йшли в помічники до видатних політичних діячів, а з 17 років брали участь у воєнних діях.
Освітня практика змінилися із завоюванням елліністичних держав у III ст. до н. е. і відповідному грецькому впливу, але треба зазначити, що римські освітні традиції сильно відрізнялися від грецьких. Голови родин, піклуючись про отримання дітьми освіти, намагалися найняти своїм дітям вчителів греків, або дістати раба-грека. Часто заможні родини відправляли своїх дітей до Греції задля отримання ними вищої освіти.
У V ст. до н. е. з'явилися елементарні («елементарний» в перекладі з латині — основний) школи, де навчалися головним чином діти вільних. Заможні батьки надавали перевагу домашньому навчанню. У II ст. до н. е. виникли граматичні та риторські школи. Тоді ж і зародився прообраз сучасної освіти: діти проходили три стадії освіти — початкову, середню і вищу. Риторські школи були своєрідними вищими навчальними закладами (ораторське мистецтво, правознавство, філософія, поезія).
Навчання починалося з 7 років. Хлопчики і дівчата йшли до школи, яка називалася ludus, де вчитель (що звався litterator чи magister ludi, часто грецького походження) вчив їх читанню, письму, арифметиці та іноді грецької, аж до 11-річного віку. З 12 років студенти йшли у середні школи, де вчитель (який там називався grammaticus) вчив їх грецької та римської літератури, давав відомості з історії та права. У віці 16 років, деякі студенти йшли до школи риторики, де вчитель, майже завжди грек, називався rhetor. Навчання на цьому рівні готувало студентів до кар'єри правників і вимагало від них заучування римських законів. На практичних заняттях учні виконували вправи на складення промов на задану тему з історії, міфології, літератури чи суспільного життя. Поступово юристи-вчителі утворили досить стійкі групи, які отримали назву «кафедр». За таким же принципом оформляються кафедри риторики і філософії, медицини і архітектури. Учні ходили до школи щодня, окрім релігійних свят і базарних днів. Також були літні канікули. У віці 17–18 років юнаки мали залишити навчання та пройти військову службу.
За кордоном освіту отримували переважно в Афінах чи на острові Родос, де також удосконалювалися в ораторському мистецтві, отримували уявлення про різні філософські школи. Студенти, які приїжджали отримувати освіту з різних частин Римської держави, об'єднувалися в земляцтва — «хори».
У період Республіки навчання було приватним, і держава в нього не втручалася. Однак у часи Імперії держава поставила навчання під свій контроль. Вчителі стали оплачуваними державними службовцями. Було встановлене число риторів і граматиків для кожного міста, в залежності від кількості жителів. Вчителі користувалися рядом привілеїв, а в IV ст. всі кандидатури викладачів підлягали затвердженню імператором.
Римляни піклувалися і про те, щоб освіту отримали жінки згідно з їхньою роллю, яку вони відігравали в сім'ї: організатор сімейного побуту та вихователька дітей в ранньому віці. Були школи, де дівчата навчалися разом з хлопцями, і вважалося почесним, якщо про дівчинку казали, що вона освічена дівчина.
В римській державі вже в I ст. почали навчати рабів, бо раби та вільновідпущеники почали відігравати помітнішу роль в економіці держави. Раби ставали управителями маєтків і займалися торгівлею, призначалися наглядачами над іншими рабами. Письменних рабів залучали у бюрократичний апарат держави, багато рабів були педагогами і навіть архітекторами. Такі раби коштували дорожче неписьменних, адже їх можна було використовувати для кваліфікованої праці.
Колишні раби, вільновідпущеники, з часом почали складати значну верству населення Риму. Не маючи нічого, окрім жадоби влади та зиску, вони прагнули зайняти місце службовця, управлінця в державному апараті, займатися комерційною діяльністю, лихварством. Стала виявлятися їхня перевага у порівнянні з римлянами, яка полягала в тому, що вони не цуралися ніякої праці, вважали себе обмеженими та виявляли наполегливість у боротьбі за свої місце під сонцем. Зрештою вони змогли домогтися юридичної рівноправності, відтіснити римлян від управління державою.

### Управління

Ч.Маччарі «Цицерон викриває Катіліну»

Спочатку Римом керували царі, яких вибирали по черзі з кожного з провідних римських племен. Точна природа царської влади ще не досліджена. Цар міг мати майже абсолютну владу, або можливо, він був головою виконавчої влади для Сенату і римського народу. Щонайменше у військовій справі повноваження царя (лат. Imperium), схоже, були абсолютними. Він також був релігійним лідером у державі. На додаток до повноважень царя існували три адміністративні установи: Сенат, який виступав дорадчим органом для царя, Куріатська коміція (лат. Comitia Curiata), яка могла схвалювати та ратифіковувати закони, запропоновані царем, та Коміція калата (лат. Comitia Calata), яка була зборами жрецьких колегій, і мала збирати людей для засвідчення певних актів, офіційних оголошень та оприлюднення розкладу святкувань на наступний місяць.
Для ІІ–І ст. до н. е. державному ладу римлян були притаманні елементи елліністичного синтезу державних структур. Так Полібій вказував, що всі зовнішньополітичні та внутрішньополітичні досягнення римлян пояснюються, в першу чергу саме тим, що в них існує змішана форма правління. Він конкретизує свою думку. В Римі монархічний елемент втілено в посаді консулів, аристократичний — в сенаті, демократичний — в народних зборах. Далі він додає той постулат, що жодна з цих влад не переважає і це не дає можливості визначити суть держави в сукупності.
Класова боротьба у Римській республіці створила незвичайну суміш з демократії та олігархії. Слово «республіка» походить від латинського res publica, що значить «народна справа». Римські закони зазвичай могли прийматися тільки голосуванням народних зборів (лат. Comitia Tributa). Також кандидати на суспільні посади мали обиратися народом. Попри це, римський Сенат являв собою олігархічний інститут, який виступав як дорадчий орган. В Республіці Сенат мав великі повноваження (лат. auctoritas), окрім законодавчої влади. Однак через те, що сенатори були дуже впливовими особами, було важко робити щось супроти колективної волі Сенату. Нові сенатори обиралися серед найдіяльніших патриціїв цензорами (лат. Censura), які також могли усунути сенатора з посади, якщо той виявлявся «морально зіпсованим» — звинувачення, яке могло включати як хабарництво, так і прилюдне обіймання чиєїсь дружини.
Республіка не мала сталої бюрократії і збирала податки, використовуючи практику відкупу. Урядові посади, такі, як квестор, еділ чи префект, фінансувалися за рахунок власних коштів урядовця. З метою запобігання отримання великої влади будь-яким громадянином, нові магістрати обиралися щорічно та мали ділити владу з колегою. Наприклад, в нормальних умовах, найбільші повноваження були у двох консулів. У критичному випадку міг призначатися один тимчасовий диктатор. Протягом існування Республіки адміністративна система неодноразово переглядалася, підкоряючись новим вимогам. Наприкінці, вона показала свою неефективність для контролювання поширюваного домінування Риму, зробивши свій внесок для встановлення Римської імперії.
З часів ранньої Імперії, ще підтримувалася подоба республіканської форми правління. Римський імператор виступав у ролі принцепса, чи «першого серед рівних», а Сенат отримав законодавчу владу і всі законні повноваження, які раніше належали народним зборам. Проте правління імператорів з часом стрімко ставало все більш автократичним, і роль Сенату звузилася до дорадчого органу. Від Республіки Імперія не успадкувала сталого бюрократичного апарату, тому що в Республіці не існувало постійних урядових структур, відокремлених від Сенату. Імператор призначав помічників і радників, але державі не вистачало багатьох інституцій, таких як централізоване планування державного бюджету. Деякі історики виділяють це як вагому причину занепаду Римської імперії.

### Право
Джерела правових принципів і практики давніх римлян беруть початок від Законів Дванадцяти таблиць (449 р. до н. е.) та Кодифікації Юстиніана (530 р.). Римське право, що збереглося в Зведеннях Юстиніана, продовжувало діяти у Візантійській імперії та сформувало основу для подібних кодифікацій в Західній Європі. У найширшому своєму сенсі римське право використовувалося майже в усій Європі до кінця XVII ст.
Основними розділами права Стародавнього Риму, зібраними в кодексах Юстиніана та Феодосія, були Ius Civile, Ius Gentium, та Ius Naturale. Ius Civile (цивільне право") було збіркою цивільних законів, суб'єктами його були громадяни Риму. Судочинством поміж римськими громадянами завідували міські претори (лат. Praetores Urbani). Ius Gentium («право народів») являло собою сукупність законів, суб'єктами яких виступали іноземці та їхні відносини з римськими громадянами. Судову владу тут представляли претори іноземні (лат. Praetores Peregrini). Ius Naturale («природне право») містило в собі природні закони, тобто такі, що вважалися спільними для усього буття.

### Економіка
Стародавній Рим володів безкраїми просторами землі з величезними природничими та людськими ресурсами. По суті, давньоримська економіка залишалася сфокусованою на землеробстві та торгівлі. Вільна торгівля сільськогосподарською продукцію змінила італійський ландшафт, і до I ст. до н. е. широкі виноградні та оливкові плантації витіснили дрібних землевласників, які вже не могли конкурувати з дешевим імпортним зерном. Анексія Єгипту, Сицилії та Тунісу у Північній Африці забезпечила постійне постачання зерна. У свою чергу, основними статтями експорту Італії стали оливкова олія та вино. Практикувався збір врожаю двічі на рік, але продуктивність ферм загалом була низька, приблизно 1 тонна з гектара.
Промислова та мануфактурна діяльності були меншими. Найзначнішим було видобування каменю, що забезпечувало головний будівельний матеріал для тогочасних будівель. У мануфактурі виробництво було на досить низькому рівні і загалом складалося з майстерень та невеликих факторій, де працювало щонайбільше кілька десятків робочих. Проте, деякі цегляні фабрики наймали сотні працівників.

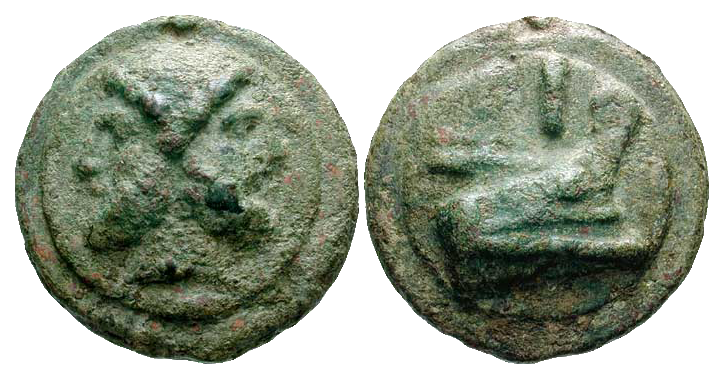
Мідний асс 240–225 рр. до н. е.

Економіка ранньої Республіки базувалася на невеликих господарствах і оплачуваній праці. Однак, іноземні війни та завоювання робили рабів все дешевшими, і вже за часів пізньої Республіки економіка сильно залежала від рабської праці, як на кваліфікованих роботах, так і на звичайних. Раби становили близько 20 % населення Римської імперії та 40 % населення Риму. Тільки за часів Римської імперії, коли завоювання завершилися і ціна на рабів зросла, наймана праця знову стала економічно вигіднішою, ніж рабовласництво.
Хоча у Стародавньому Римі широко вживалися бартерні відносини, навіть у зборі податків, Рим мав дуже розвинуту монетну систему, монети з міді, бронзи та дорогоцінних металів були в обігу в усій Імперії та за її межами — деякі з них навіть було знайдено в Індії. До III ст. до н. е. мідь оцінювалася на вагу, у брусках без позначок. Оригінальна мідна монета (асс) мала номінальну вартість одного римського фунта міді, але важила менше. Таким чином, цінність римської монети як міри обміну значно перебільшила її власну цінність як металу. Після того, як Нерон наказав знижувати цінність срібного денарія, його номінальна вартість була на третину вища за власну.
Коні були дуже дорогі, а інші в'ючні тварини дуже повільними для масової торгівлі на римських шляхах, які частіше сполучали військові пости, ніж ринки, і дуже рідко були пристосовані для коліс. Як результат, обсяги транспортування товарів між римськими провінціями були дуже низькими аж до підйому морської торгівлі у II ст. до н. е. Протягом цього періоду торгові кораблі менше ніж за місяць долали відстань між Гадесом та Александрією через Остію, тобто відстань, рівну довжині Середземного моря. Морські перевезення були приблизно в 60 разів дешевші за наземні, тому їхні обсяги були значно більшими.

### Військова справа

Щит легіонера «Скутум»

Римське військо майже за весь час свого існування було, як доводить практика, найпередовішим серед інших держав Давнього світу, пройшовши шлях від народного ополчення до професійної регулярної піхоти та кінноти з численними допоміжними підрозділами та союзницькими формуваннями. При цьому головною бойовою силою завжди була піхота (в епоху Пунічних воєн фактично з'явилася морська піхота). Основними перевагами римської армії були мобільність, гнучкість та тактичні навички, що дозволяло їй діяти в умовах різного рельєфу місцевості та в суворих погодних умовах.
У випадку стратегічної загрози Риму чи Італії, або достатньо серйозної воєнної загрози (лат. tumultus), зупинялися всі роботи, зупинялося виробництво і в армію набиралися усі, хто міг просто нести озброєння — громадяни такої категорії називалися tumultuarii (subitarii), а військо — tumultuarius (subitarius) exercitus. Через те, що звичайна процедура набору займала більше часу, командуючий цим військом магістрат виносив з Капітолія спеціальні прапори: червоний, що позначало набір у піхоту, та зелений — у кінноту, після чого традиційно оголошував: «Qui rempublicam salvam vult, me sequatur» («Хто хоче врятувати республіку, нехай слідує за мною»). Воєнна присяга також промовлялася не індивідуально, а разом.
Первісна римська армія (приблизно 500 р. до н. е.) являла собою громадянське ополчення, яке практикувало тактику гоплітів. Вона була невеликою (серед населення вільних громадян призовного віку було тоді приблизно 9 000) та організованою на п'ять груп — три групи гоплітів, та дві — легкої кінноти. Така армія була обмежена у тактиці та її призначенням в той період була оборона. У III ст. до н. е. римляни відмовляються від гоплітів на користь гнучкішої системи, в якій менші групи з 120 (в деяких випадках — 60) осіб, що називалися маніпулами, могли незалежніше маневрувати на болі бою. Тридцять маніпул, об'єднані в три лінії, разом з допоміжними військами формували легіон, чисельністю від 4000 до 5000 осіб. Легіони часів ранньої Республіки складалися з п'яти секцій, кожна з яких була озброєна по-різному та мала різні місця у військовому формуванні: три лінії маніпулярної важкої піхоти (гастати, принципи та тріарії), легка піхота — веліти та важка кавалерія — еквіти.
Де-юре легіон часів ранньої Республіки включав 3600-4800 важкоозброєних піхотинців, кілька сотень легкоозброєних піхотинців та кілька сотень вершників, загалом складаючи від 4000 до 5000 осіб. Але часто легіони були недоукомлектовані через невдачі набору чи під час наступного періоду активної служби через нещасні випадки, бойові втрати, хвороби та дезертирство. Під час Громадянської війни, легіони Помпея на сході були у повному складі через недавній набір, в той час як легіони Цезаря були неповними через довгі бойові дії у Галлії. Така проблема була актуальною і для допоміжних військ.

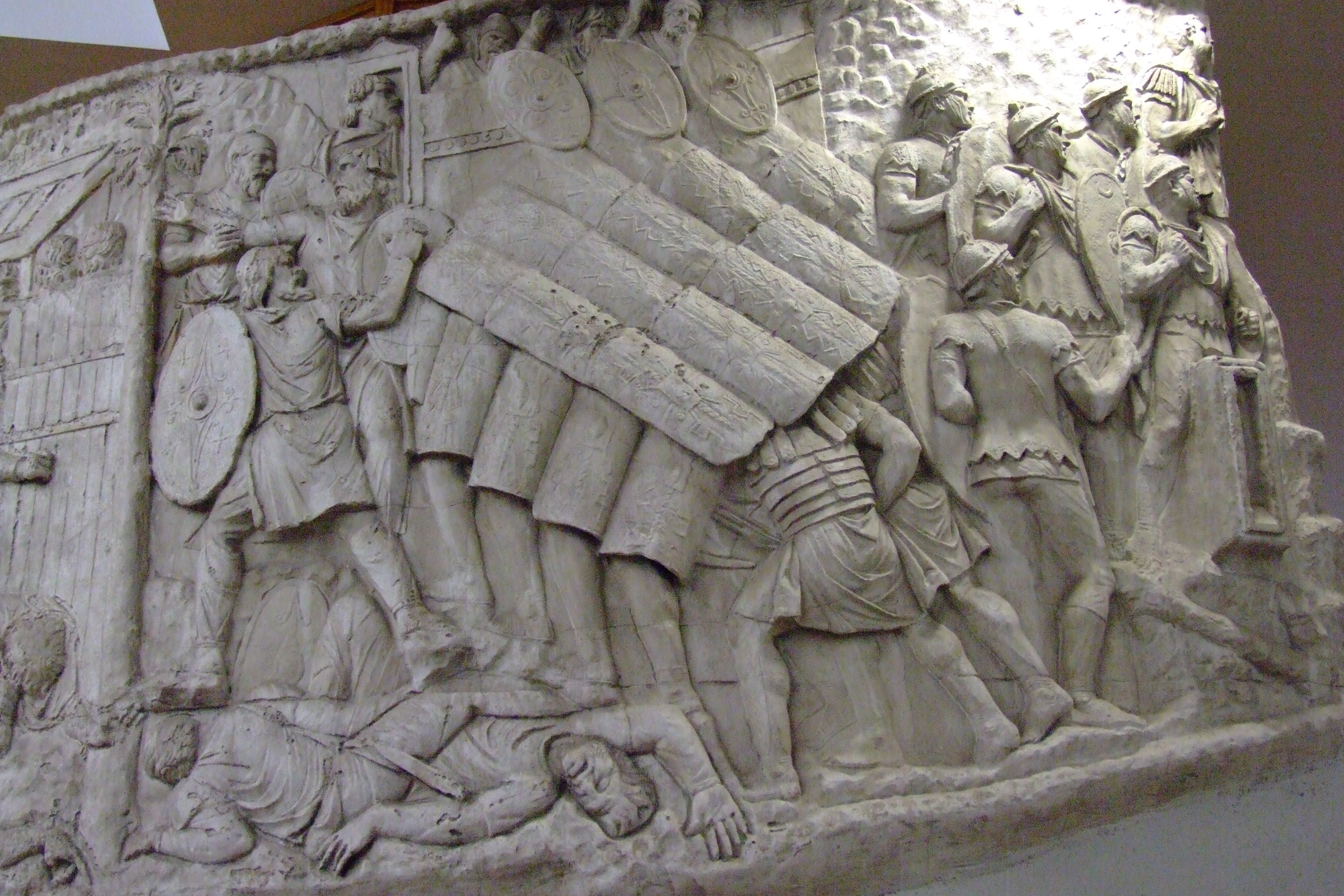
Шикування «черепаха». Барельєф на Колоні Траяна

До пізньореспубліканського періоду типовим легіонером був громадянин-землевласник із сільської місцевості (лат. adsiduus), який ніс службу на час окремих кампаній або протягом року, мав власне озброєння або, якщо це був вершник, власного коня. За припущеннями істориків, пересічний фермер (якщо виживав) брав участь у 6–7 кампаніях. Вільновідпущеники, раби та громадяни-мешканці міст не несли служби, окрім виняткових екстрених випадків. Після 200 р. до н. е. економічне становище у сільській місцевості погіршилося, оскільки збільшилася потреба у людських ресурсах для армії, тому майнові вимоги для служби були поступово знижені. З реформами Гая Марія у 107 р. до н. е., громадяни без майна та деякі міські мешканці (пролетарії) вступили на військову службу і отримали спорядження, хоча більшість легіонерів продовжувала прибувати з сільської місцевості. Термін служби подовжився — аж до 20 років у надзвичайних випадках, але, як правило, 6-7 років. Починаючи з III ст. до н. е. легіонерам стали давати платню (лат. stipendium); сума такої платні ще є дискусійним питанням, але, як відомо, Цезар подвоїв її для своїх військ до 225 денаріїв на рік). Також легіонери могли сподіватися на воєнну здобич та різні дарунки (розподіл здобичі командуванням) із вдалих кампаній, та, починаючи з часів Марія, часто отримували земельні наділи після відставки. Кавалерія та легка піхота, що доповнювала легіон (допоміжні війська), часто набиралася в регіонах, де служив легіон. З часів Цезаря, ідеал громадянина-солдата було відкинуто і легіони стали професійнішими. Легіонерам платили 900 сестерціїв на рік та 12000 — у випадку відставки.
Наприкінці Громадянської війни, Цезар реорганізував римські військові сили, розпустивши солдат і розформувавши легіони. Він зберіг 28 легіонів, набраних з усіх регіонів Імперії. Протягом принципату тактична організація армії продовжувала розвиватися. Допоміжні війська залишалися незалежними когортами, і легіонерські війська часто воювали як групи когорт, а не окремими легіонами. Новий гнучкий тип бойової одиниці, вершницькі когорти, що комбінували кавалерію і легіонерів у єдине формування, могли розміщуватися у гарнізонах та аванпостах та могли вести бойові дії як самостійно, так і в комбінуванні з іншими подібними бойовими одиницями, формуючи легіон. Збільшення організаційної гнучкості допомагало зберігати довгостроковий успіх римських військових сил.

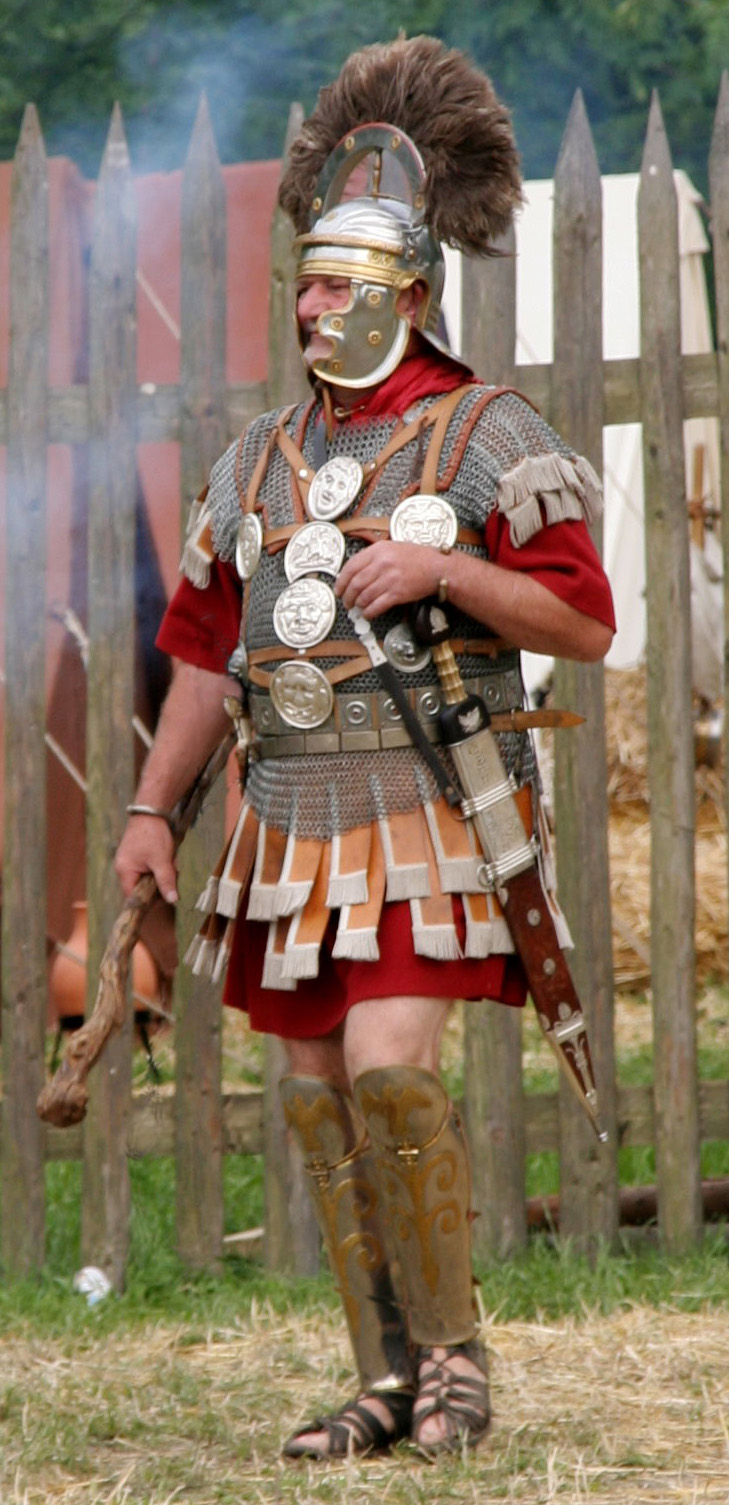
Сучасна реконструкція форми центуріона

Імператор Галлієн (253—268 рр.) почав реорганізацію, яка сформувала остаточну військову структуру часів пізньої Імперії. Відізвавши деяких легіонерів з їхніх прикордонних застав, Геллієн створив мобільні сили (Comitatenses або польові армії) і поставив їх на деякій відстані від кордонів як стратегічний резерв. Прикордонні війська (лат. limitanei), розміщені на постійних базах, продовжували бути першою лінією оборони. Основною бойовою одиницею польових армій був полк, умовна кількість солдат — 1200 осіб для полків піхоти та 600 — для кавалерії, хоча численні записи говорять про меншу фактичну кількість (відповідно 800 і 400). Більшість піхотних та кавалерійських полків діяли у парах під командою коміція (comes). На додачу до римських загонів, польові армії включали полки варварів, рекрутованих з союзницьких племен і відомих як foederati. До 400 р. полки foederati стали постійними одиницями римської армії, які оплачувалися та озброювалися за рахунок Імперії, керувалися римським трибуном та використовувалися нарівні з римськими загонами. На додачу до foederati, Імперія також використовувала групи варварів, що воювали разом з римськими легіонами як союзники, але не включалися до польових армій. Знаходячись під командуванням римського генерала, на нижчих рівнях вони керувалися своїми власними офіцерами.
Військове командування значно змінювалося впродовж усієї римської історії. За часів монархії, армії гоплітів керувалися царями Риму. У ранній та середній Римській республіці, військові сили перебували під командуванням одного з двох консулів, які обиралися на рік. Протягом пізньої Республіки, представники римської сенаторської еліти, як члени традиційних виборних суспільних інституцій, відомих як cursus honorum, у першу чергу служили як квестори (що часто призначалися заступниками польових командирів), а потім — як претори.
Після закінчення терміну повноважень як претора чи консула, сенатор міг бути призначений Сенатом пропретором чи проконсулом (в залежності від найвищої попередньої позиції) для управління іноземною провінцією. Молодші офіцери (до рівня центуріона) призначалися своїми командирами з числа своїх підлеглих або з рекомендованих політичними союзниками представників сенаторської еліти. З часів Августа, чиїм найважливішим політичним пріоритетом було взяти армію під постійний та одноосібний контроль, імператор був законним командувачем кожного легіону, але командував через легата (лат. legatus), якого він призначав з сенаторської еліти. В провінції, де був один легіон, легат командував легіоном (legatus legionis) і виконував обов'язки губернатора провінції, в той час як у провінції з понад одним легіоном кожен легіон керувався легатом, а легати — губернатором провінції (або легатом вищого рівня). Протягом останніх стадій імперської доби, така модель була скасована. Губернатори були позбавлені воєнних повноважень і командування арміями в групах провінцій було передано до генералів (лат. duces), призначених імператором. Це були вже не представники римської еліти, а люди, які піднялися службовою драбиною і мали практичні знання у військовій справі. Все частіше, такі люди намагалися (часто успішно) узурпувати владу імператорів, що їх призначили. Зменшення ресурсів, збільшення політичного хаосу та громадянська війна врешті-решт зробили Імперію уразливою до нападів і поглинань сусідніми варварськими народами.

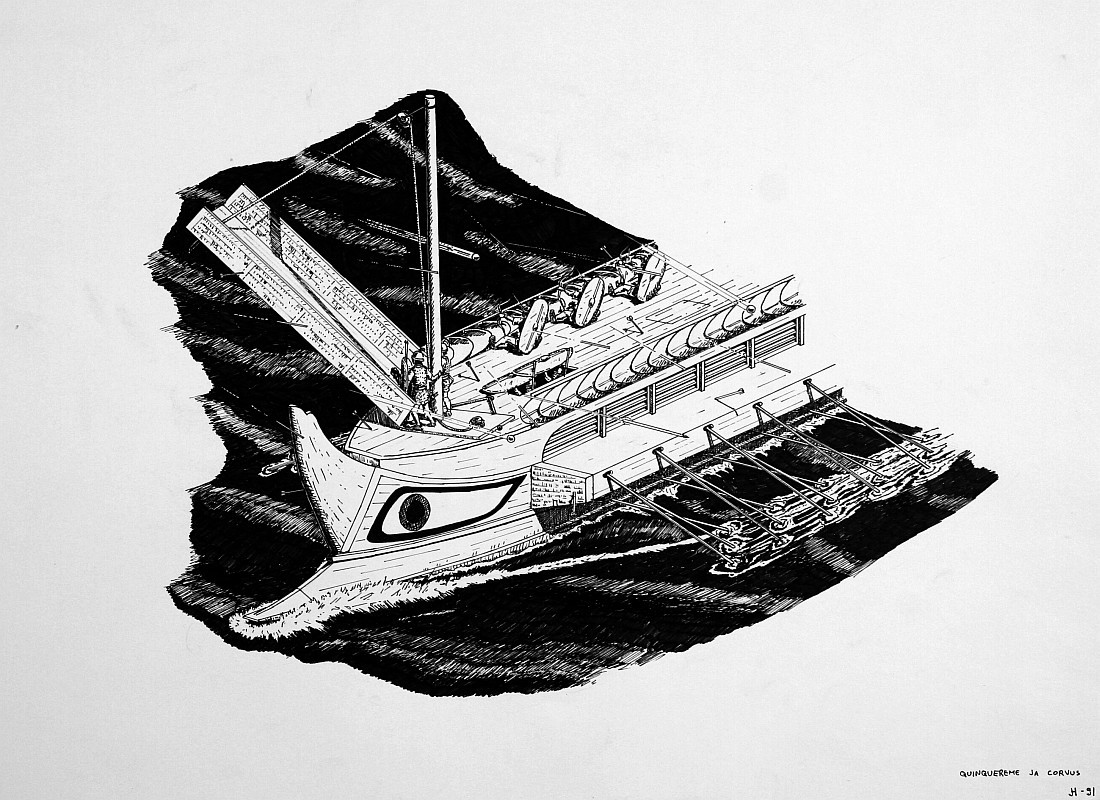
Квінкверема з пристроєм для абордажу — corvus

Порівняно мало відомо про римський флот. До середини III ст. до н. е., командири, відомі як duumviri navales, керували флотом з 20 кораблів, які переважно використовувалися для боротьби з піратами. Такий флот було розформовано в 278 р. і замінено союзницькими силами. Перша Пунічна війна вимагала від Риму побудувати великий флот, що й було зроблено з допомогою та фінансуванням союзників. Така опора на союзників продовжувалася до кінця Римської республіки. Основним бойовим кораблем з обох сторін Пунічних воєн була квінкверема, яка залишалася основою римського флоту до заміни її за часів Цезаря легшими і маневровішими кораблями. У порівнянні з триремою, квінкверема давала змогу використовувати як досвідчений, так і недосвідчений екіпаж, а її менша маневровість дозволили розробити і вдосконалити тактику абордажу з використанням війська з приблизно 40 кораблів замість тактики тарана. Кораблі керувалися навархами (ранг, еквівалентний центуріону), що не були римськими громадянами. Припускають, що це тому, що у флоті більшість сил складали неримляни.
За доступними даними, за часів пізньої Імперії (350 р.), римський флот включав як бойові кораблі, так і купецькі судна, призначені для перевезень та постачання. Бойовими кораблями були веслові галери, з 3–5 лавами для веслярів. Флот базувався у таких портах, як Равенна, Арль, Аквілея, Мізенум, гирлі р. Сомм на заході та в Александрії та на Родосі на сході. Флотилії невеликих річкових суден протягом цього періоду були частинами limitanei (абордажних військ) і базувалися на Рейні та Дунаї. Той факт, що видатні генерали командували як армією, так і флотом, наводить на думку, що морські сили прирівнювалися до допоміжних військ, а не були незалежним родом військ. Деталі структури командування та сили флоту в той період недостатньо вивчені, хоча відомо, що флотами командували префекти.

## Культура
Справами, належними римлянину, особливо вельможному, визнавалися політика, війна, землеробство, розробка права (цивільного та сакрального) та історіографія. На цій основі створювалася рання культура Риму. Іноземний вплив, перш за все грецький, що проникав крізь грецькі міста на півдні сучасної Італії, а потім безпосередньо з Греції та Малої Азії, сприймався лише остільки, оскільки він не суперечив римській системі цінностей або перероблявся відповідно до неї. Зі свого боку, римська культура за часів свого розквіту значно вплинула на сусідні народи та на наступний розвиток Європи.
Для ранньоримського світогляду було характерне відчування себе як вільного громадянина з почуттям належності до суспільної общини та пріоритету державних інтересів над особистими, у поєднанні з консерватизмом, який полягав у наслідуванні звичаїв і традицій предків. У II–I ст. до н. е. стався відхід від цих настанов та посилився індивідуалізм, особистість почала протиставлятися державі, переосмислювалися навіть деякі традиційні ідеали.

### Мова

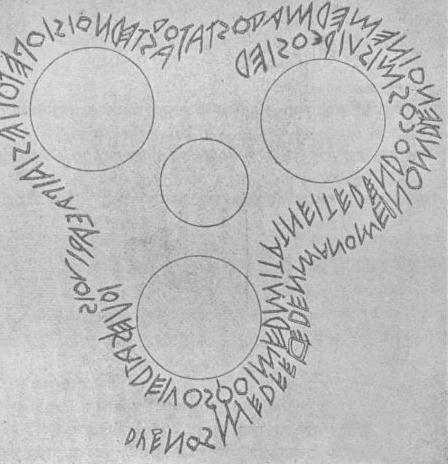
Inscriptio Duenos, один з найдавніших написів латиною, VI ст. до н. е.

Латинська мова, появу якої відносять до середини ІІ тисячоліття до н. е., належала до італійських мов індоєвропейської мовної родини. У процесі історичного розвитку давньої Італії латинська мова витіснила інші італійські мови і згодом стала панівною в західному Середземномор'ї. На початку І тис. до н. е. латинською розмовляло населення невеликого регіону Лацій (лат. Latium) на заході середньої частини Апеннінського п-ва, у нижній течії Тибра. Плем'я, що мешкало у Лації, називалося латинами (лат. Latini), його мова — латинською. Центром цього регіону стало місто Рим, за ім'ям якого італійські племена, що об'єдналися навколо нього, стали називати себе римлянами (лат. Romani).
Виділяють кілька етапів розвитку латинської мови:
- Архаїчна латина
- Класична латина
- Посткласична латина
- Пізня латина

Особливістю латинської мови є те, що порядок слів у реченні має дуже невелике значення; надання інформації йде через систему афіксів, що приєднуються до кореня слова. Латинська абетка базувалася на етруській абетці, яка, зі свого боку, походила від грецької. Хоча пам'ятки латинської літератури, що збереглися, майже повністю написані класичною латиною, штучною і стилізованою літературною мовою, побутовою мовою Римської імперії була народна латина, яка істотно відрізнялася від класичної латини граматикою, словниковим складом і навіть вимовою.

### Релігія

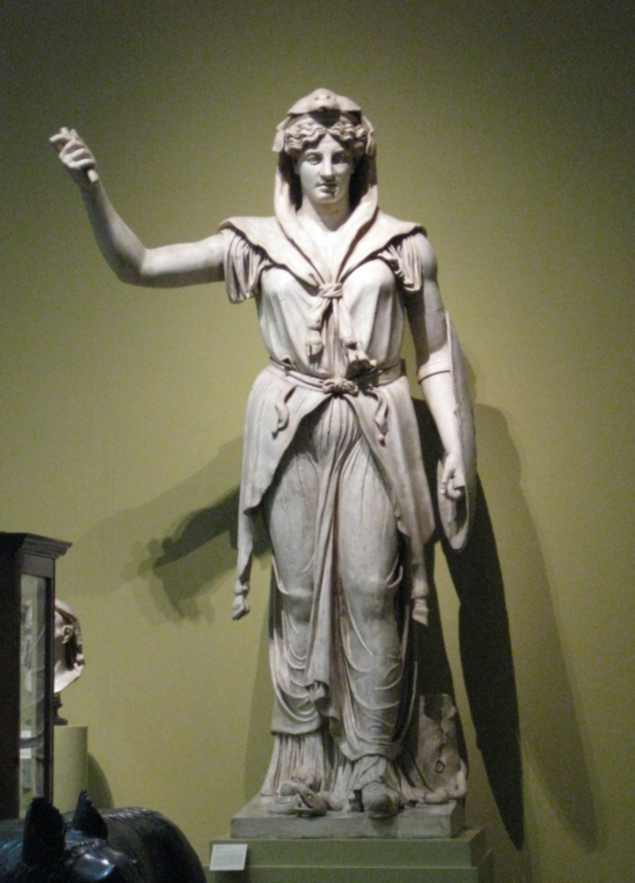
Статуя Юнони Суспіти, Ватикан

Архаїчна римська релігія, принаймні за відношенням до богів, була створена не з записаних оповідань, а радше на основі комплексних взаємовідносин між людьми та богами. У багатьох аспектах вона була близька до грецької, аж до прямого запозичення окремих міфів. На відміну від грецької міфології, боги не були персоніфіковані, але існували нечітко визначені священні духи, які називалися numina. Римляни вірили, що кожна людина, місце або річ має свого «генія» або божественну суть. До священних духів римлян відносилися генії (добрі духи, що охороняли людину протягом його життя), пенати (охоронці і заступники рідного будинку, а потім — усього римського народу, звідси бере свій початок відомий вислів — «повернутися до рідних пенатів», тобто повернутися на батьківщину, додому), лари (духи домівки та родинного щастя), лемури (духи померлих) і мани (духи предків). Вірили також у божества гір, джерел, лісів. Ці духи і божества були спочатку безособові та безстатеві, нерідко іменувалися і в чоловічому, і в жіночому роді (Янус і Яна, Фавн і Фавна). Їм приносили жертви, присвячувалися релігійні церемонії. Величезне значення надавалося різного роду ворожінням (за польотом птахів, за нутрощами тварин і т. д.)

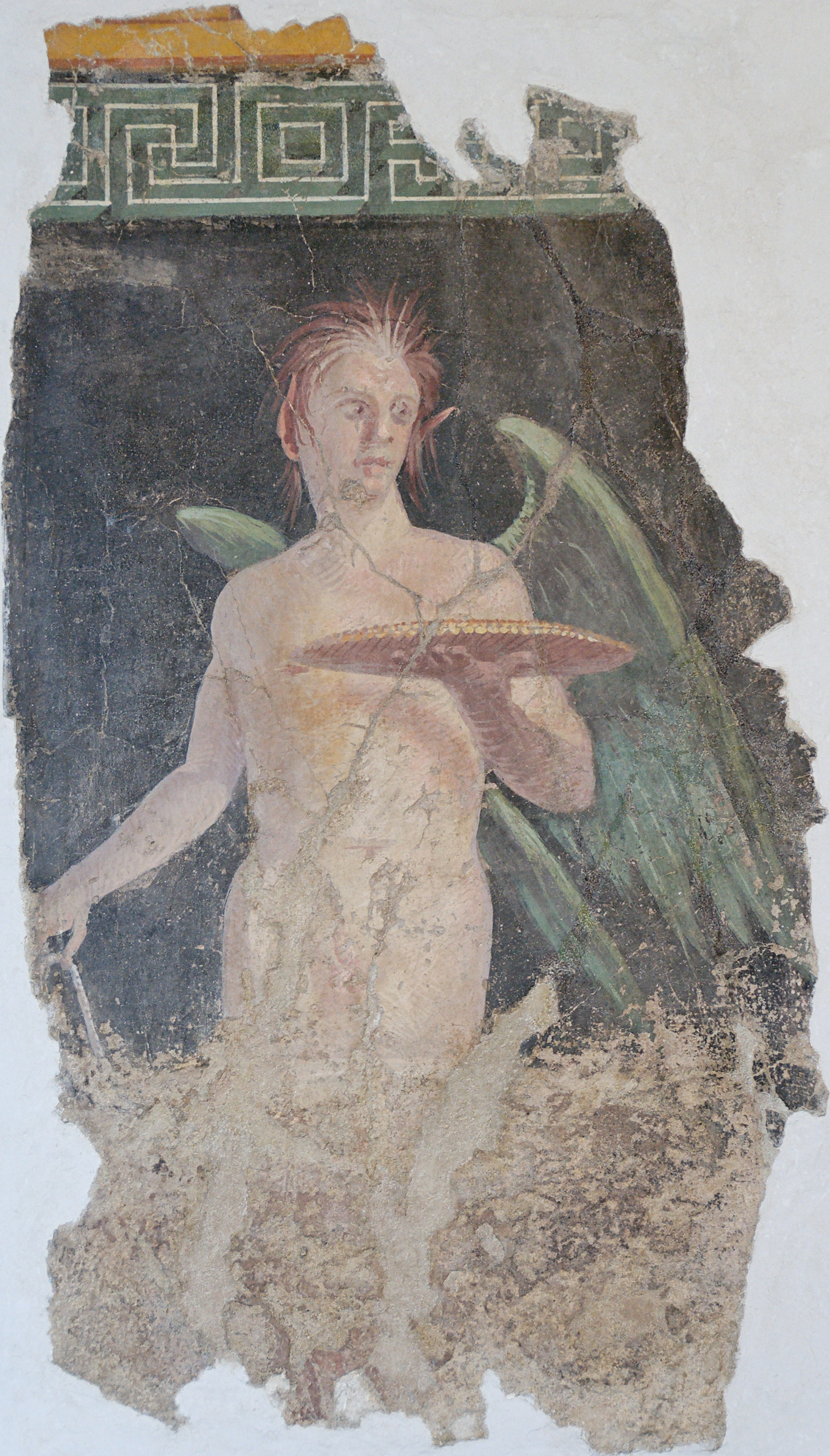
Крилатий геній з Боскореале, Лувр

Під впливом італійських племен у римському пантеоні з'явилися бог Сатурн, верховний бог Юпітер, богині Юнона і Мінерва. У плебеїв була своя трійця божеств: Церера (богиня злаків), Лібер (бог виноградників) і Лібера. Загальноіталійськими богами стали Марс (бог війни), Діана (богиня полювання), Фортуна (богиня щастя, успіху), Венера (богиня весни і садів, потім — любові та краси). Деякі боги шанувалися головним чином представниками одного стану або професії (торговці шанували Меркурія, ремісники — Мінерву).
Зі зростанням контактів з греками, старі римські боги почали ототожнюватися з грецькими. Так, Юпітер вважався тим самим божеством, що і Зевс, Марса почали асоціювати з Аресом, а Нептуна — з Посейдоном. Римські боги також набули атрибутів та міфології цих грецьких богів. За імперської доби римляни увібрали міфологію завойованих народів, що призвело до того, що храми римських божеств стояли поруч із храмами іноземних богів. Таким чином, проникли до Риму і східні культи — Ісіди, Осіріса, Кібели, вмираючого і воскресаючого бога Мітри. Не без східного впливу на етапі імперії оформився культ імператора як живого бога.
Відмінною рисою світогляду давніх римлян була міфологізація своєї історії. Якщо про богів практично не було сюжетних розповідей, то про заснування Риму розповідав міф про братів Ромула і Рема, що чудом залишилися живими після змови проти їхнього батька, і вигодуваних вовчицею. Починаючи з найдавніших часів, передавалися розповіді про військову доблесть і патріотизм римлян. Пізніше військові перемоги Риму відзначали грандіозними тріумфами, а прославлені полководці ставали об'єктом культу. Римський народ вважав себе обраним, а свою державу — як одну з вищих цінностей.
Хоча релігія грала значну роль у традиційному римському суспільстві, до II ст. до н. е. значна частина римської верхівки вже байдуже ставилась до релігії. В I ст. до н.е римські філософи (у першу чергу Тіт Лукрецій Кар та Марк Туллій Цицерон) значною мірою переглядають чи піддають сумніву багато з традиційних релігійних положень. На межі нашої ери Октавіан Август вжив заходів з встановлення офіційного культу Імперії.
За часів Римської республіки, римська релігія була організована у чітку систему жрецьких колегій. Найвищим органом цієї ієрархії була Колегія понтифіків, а її верховний жрець, Великий понтифік (лат. Pontifex Maximus), був головою державної релігії. Фламіни обслуговували культи численних богів, а авгурам було доручено проводити ауспіції; Священний цар виконував релігійні обов'язки вигнаних царів; квідецімвірам було доручено трактувати Сивілині книги та опікуватися культами неримських божеств. У Римській імперії обожнювали імператорів, а сформований культ Імперії швидко став провідним.
Починаючи з імператора Нерона, римська офіційна політика щодо християнства була негативною, часто навіть належність до християн могла призвести до страти. За імператора Діоклетіана гоніння на християн досягли своєї найвищої точки. Однак, за імператора Костянтина Великого християнство стало офіційною і провідною релігією Римської держави. У 391 р. імператор Феодосій І заборонив у державі всі релігії, окрім християнської.

### Мистецтво, музика, література

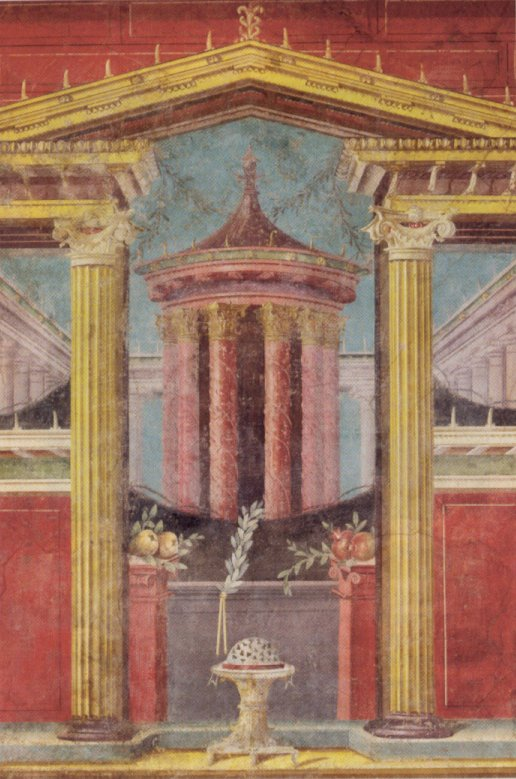
Давньоримська фреска з Боскореале, 43-30 рр. до н. е.

Стиль давньоримського живопису відображає грецький вплив, і зразками, що збереглися, є переважно фрески, які використовувалися для прикрашання стін та стелі заміських вілл, хоча у римській літературі є згадки про малюнки на дереві, слоновій кістці та інших матеріалах. Декілька зразків римського живопису було знайдено в Помпеях, і на основі цих зразків історики поділяють розвиток давньоримського живопису на 4 періоди. Первісний стиль практикувався з початку II ст. до н. е. до початку чи середини I ст. до н. е. Переважно то були імітації мармуру чи кам'яної кладки, хоча іноді зустрічалися зображення міфологічних персонажів. Другий стиль живопису почав розвиватися з початку I ст. до н. е., коли художники (першим серед них був Лудій) намагалися відобразити реалістичні тривимірні архітектурні деталі та ландшафти. Третій стиль розвинувся за правління Октавіана Августа і відмовився від реалізму попереднього стилю на користь звичайного орнаменту. Невеликі архітектурні види, пейзажі чи абстрактні візерунки розміщувалися по центру, з монохромним заднім планом. Четвертий стиль, який виник у 1 ст., зображував сцени з міфології, хоча малюнки архітектурних деталей чи абстрактні візерунки ще залишалися.
Портретна скульптура у Давньому Римі використовувала як класичні, так і енергійні пропорції, з часом перетворившись на суміш реалізму та ідеалізму. За правління династій Антонінів та Северів, у скульптурах почали переважати пишніші волосся та бороди, що створювалося глибшим різьбленням і висвердлюванням. Вдалими були також рельєфні скульптури, які зображували перемоги римлян.
Латинська література із самого початку знаходилася під впливом грецької. Деякі з найдавніших існуючих творів являють собою історичні епоси, що розповідають про ранню римську воєнну історію. Із розвитком Республіки, автори почали створювати поезію, комедії, трагедії та історичні твори.
Римська музика значною мірою базувалася на грецькій і грала важливу роль у багатьох аспектах життя давніх римлян. У римських збройних силах музичні інструменти, такі, як tuba (довга труба) чи cornu (інструмент, подібний до валторни), використовувалися для подачі різноманітних команд, в той час як bucina (можливо, сурма чи ріжок) та lituus (можливо, видовжений інструмент у формі букви J) вживалися для церемоніальних потреб. Музика гралася у амфітеатрах між боями та в odea (театрах), і для цього, як відомо, використовувалися cornu та hydraulis (водяний орган). Більшість релігійних ритуалів супроводжувалася музичними виставами, із використанням tibiae (подвоєних труб) під час жертвоприношень, цимбалів та тамбуринів — в оргіях, і майже завжди — тріскачки та гімни. Деякі музичні історики вважають, що музика використовувалася майже в усіх публічних церемоніях. Але досі не можна однозначно стверджувати, що давні римляни зробили значний внесок до теорії чи практики музики.
Виникнення театрального мистецтва в Римі пов'язане з святами збору урожаю. Самобутнім римським театральним жанром були сатура — побутові комічні сценки, що включали діалоги, спів, музику і танці (своєрідний прообраз сучасної оперети). Серед майстрів сатури відрізнявся Гай Луцилій. Пізніше почали ставитися комедії та трагедії за грецьким зразком. Акторами у римських театрах були вільновідпущеники чи раби; вони займали, як правило, низьке суспільне положення. У Римі уперше виникають професійні акторські трупи та камерні (для невеликого числа глядачів) театральні вистави.

### Ораторське мистецтво Древнього Риму
Ораторське мистецтво чи риторика — це мистецтво вимовляти громадські промови ефективно з метою переконання людей. Синонімами даного словосполучення є «красномовство» та «мистецтво красномовства».
Римська імперія досягла високого рівня розвитку цього виду діяльності. Красномовність було необхідно для вирішення державних справ за допомогою дебатів у Сенаті, суді та у Народних зборах. Який оволодів мистецтвом красномовства, оратор, який готував мова і викладав її перед аудиторією, міг легко захистити свою точку зору. Великим майстром слова у Стародавньому Римі був Марк Туллій Цицерон (3 січ. 106 до н. е. — 7 груд 43 до н. е.). Його діяльність вважається вершиною розвитку ораторського мистецтва. Марк Цицерон помірно використовував у своїй промові риторичні прикраси, при необхідності змінював тон і чітко виділяв головне. Він не допускав використання іноземних та вульгарних слів. Цицерон написав кілька трактатів про ораторське мистецтво: «Про оратора», «Про перекладачів», «Брут», «Оратор» та «Топіка». У даних трактатах їм порушуються проблеми актуальні і на сьогоднішній день, а також сформульована відповідь на питання «Яким має бути оратор, щоб досягти трьох основних цілей мистецтва красномовства: переконати, насолодитись і вплинути?». Цицерон вважав, що людина, яка бажає стати оратором, повинна бути освічена, мати акторську майстерністю, природними пам'яттю та талантом.
Одним з педагогів Цицерона був Марк Антоній Оратор (143–87 рр. до н. е.) — політик та ритор. Він брав участь у низці гучних судових процесів, зокрема і політичних.
Іншим відомим оратором Стародавнього Риму вважається Марк Фабій Квінтіліан. Його перу належить трактат «Виховання оратора», який складається із 12 книг. У цих книгах Квінтіліан розглядає мистецтво красномовства та дає поради майбутнім ораторам, як розвинути у собі дар красномовства. Квінтіліан вважав, що оратор повинен бути освіченим, високоморальним і вихованою людиною.
Праці давньоримських ораторів вплинули на розвиток світового ораторського мистецтва.

### Побут

Сім пагорбів Риму

Життя у римській державі вирувало навколо міста Риму, розташованого на семи пагорбах. У місті була велика кількість монументальних споруд, таких як Колізей, Форум Траяна та Пантеон; існували фонтани зі свіжою питною водою, яка постачалася за допомогою акведуків, також були театри, гімназії, лазневі комплекси із бібліотеками та магазинами, ринкові площі та функціонуюча каналізація. На всій території держави житлова архітектура коливалася від скромних будинків до заміських вілл. У столиці на Палатинському пагорбі розташовувалася резиденція імператора; до речі, слово «палац» (як і англійське palace) походить від назви пагорба — Палатин. Класи плебеїв та вершників жили в міському центрі у тісних помешканнях (інсулах), які були схожі на сучасні гетто. Ці райони, часто збудовані заможними землевласниками задля отримання прибутку від здачі в оренду, групувалися переважно навколо колегії або ринку.
Соціальна еволюція римського суспільства була вперше досліджена німецьким вченим Г. Б. Нібуром. Давньоримський побут та життя базувалися на розвиненому сімейному законодавстві та релігійних обрядах.
Для найкращого використання денного світла римляни зазвичай вставали дуже рано, іноді о четвертій ранку і, поснідавши, починали займатися суспільними справами. Як і греки, римляни їли тричі на день: перший сніданок рано вранці, другий — приблизно опівдні, десь надвечір — обід. У перші століття існування Риму мешканці Італії їли переважно густу, круто зварену кашу з полби, проса, ячменю чи бобового борошна, але вже на світанку римської історії у домашньому господарстві варилася не тільки каша, але й випікався хліб. Кулінарне мистецтво почало розвиватися у III ст. до н. е. і за часів Імперії досягло небачених висот.

### Розваги та відпочинок
Римська молодь мала різні види ігор та фізичних вправ, такі як стрибки, боротьба, кулачні бої та скачки. У сільській місцевості дозвілля заможних людей також включало полювання та риболовлю. Також у римлян було декілька різновидів гри в м‘яч, один з яких був схожий на сучасний гандбол. Гра в кісточки, настільні та азартні ігри в ті часи були вкрай популярні. Жінки не брали участі в цих іграх. Для заможних людей, звані обіди давали можливість розважитися, адже на них часто були музика, танці та поетичні читання. Плебеї іноді також організовували подібні вечірки в межах певного клубу чи асоціації, хоча обідній відпочинок для них переважно означав відвідування таверн. Діти бавилися іграшками та різними іграми, такими як чехарда.

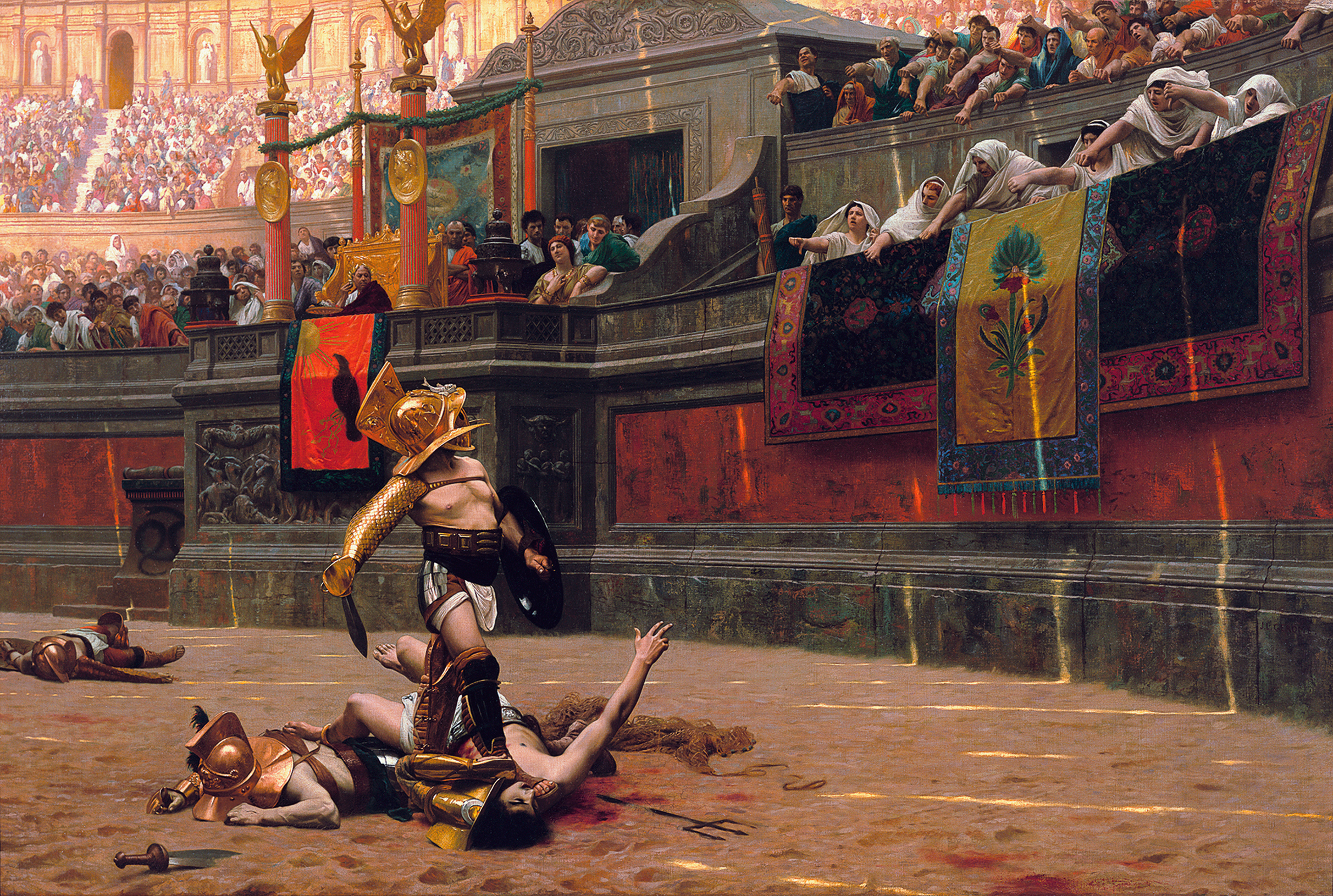
«Пальці донизу» (1872 р.), картина Жана-Леона Жерома

Популярним видом розваги були гладіаторські бої. Гладіатори билися або до смерті, або до «першої крові» різноманітною зброєю та за безліччю сценаріїв. Ці бої досягли вершини популярності за імператора Клавдія, який започаткував традицію вирішення імператором кінцівки бою. Всупереч популярному образу в кіно, деякі експерти вважають, що жестом, який засуджував гладіатора на смерть, було не обертання великого пальця донизу. Хоча досі точно не відомо, якими були жести, деякі експерти припускають що імператор висловлював «смерть», тримаючи кулак з піднятим великим пальцем у напрямку гладіатора-переможця, в той час, як «помилування» показувалося просто піднятим кулаком. Також серед римлян були популярні покази тварин, які іноді поєднувалися з гладіаторськими боями. В'язня чи гладіатора, озброєного чи ні, виштовхували на арену і випускали звірів.
Циркус Максімус, найбільший римський іподром, використовувався для скачок і перегонів на колісницях, а коли Циркус заповнювався водою, то проводилися морські бої. У ньому розміщувалося до 385 000 осіб — можна було вмістити все населення Риму. Два храми, в одному з яких знаходилося сім яєць, а в другому — сім дельфінів, стояли посередині треку, і коли гонщики робили чергове коло, з обидвох храмів забиралося по одному предмету. Це робилося задля інформування глядачів щодо статистики перегонів. Нарівні зі спортом, Циркус Максімус був також майданчиком для торгівлі та азартних ігор. Представники правлячої еліти, вершники і багато інших людей, що захоплювалися перегонами, резервували собі місця в амфітеатрі. Вважалося навіть недоречним для імператорів, виказувати прихильність окремій команді. Циркус Максімус був споруджений у 600 р. до н. е. і провів останні кінські скачки у 549 році.

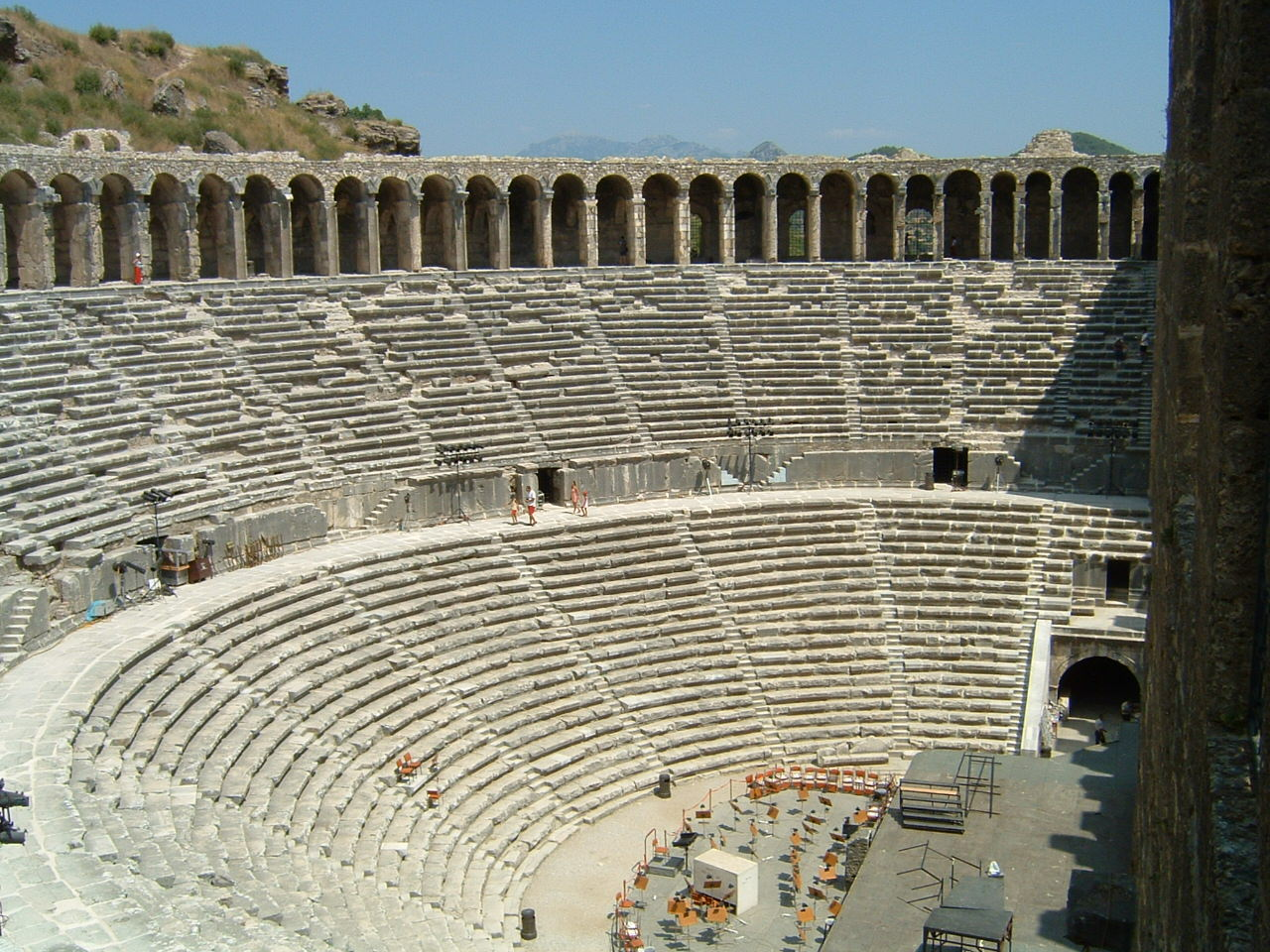
Римський театр (Аспендос), Туреччина
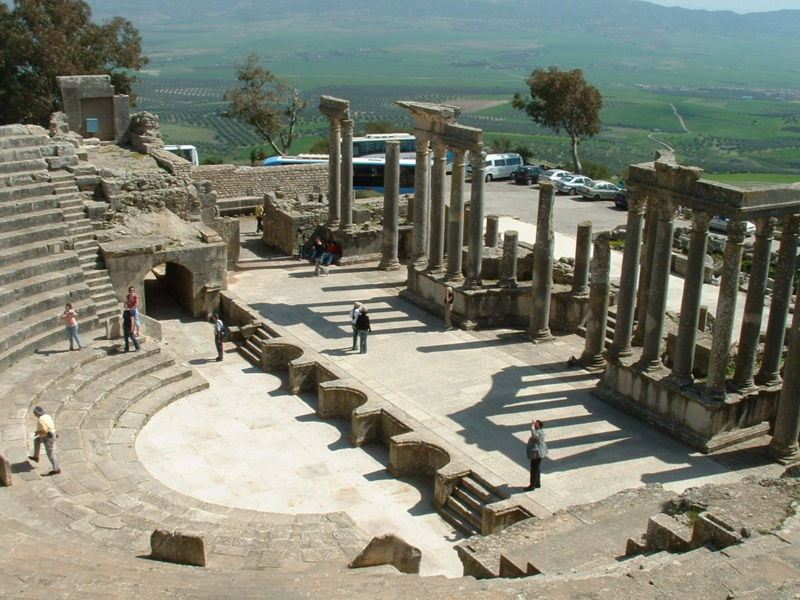
Римський театр (Дугга), Туніс
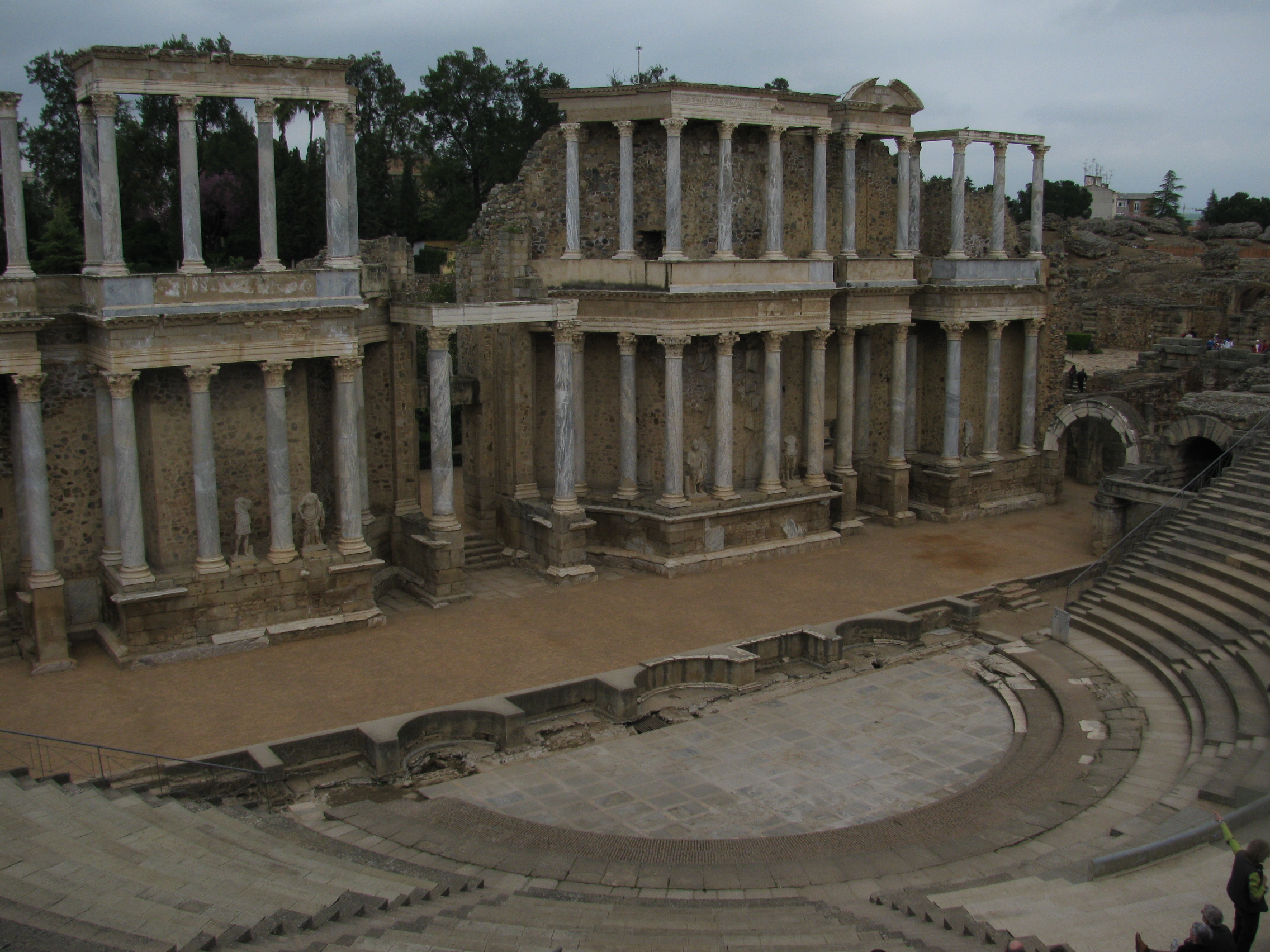
Римський театр (Кордова), Іспанія
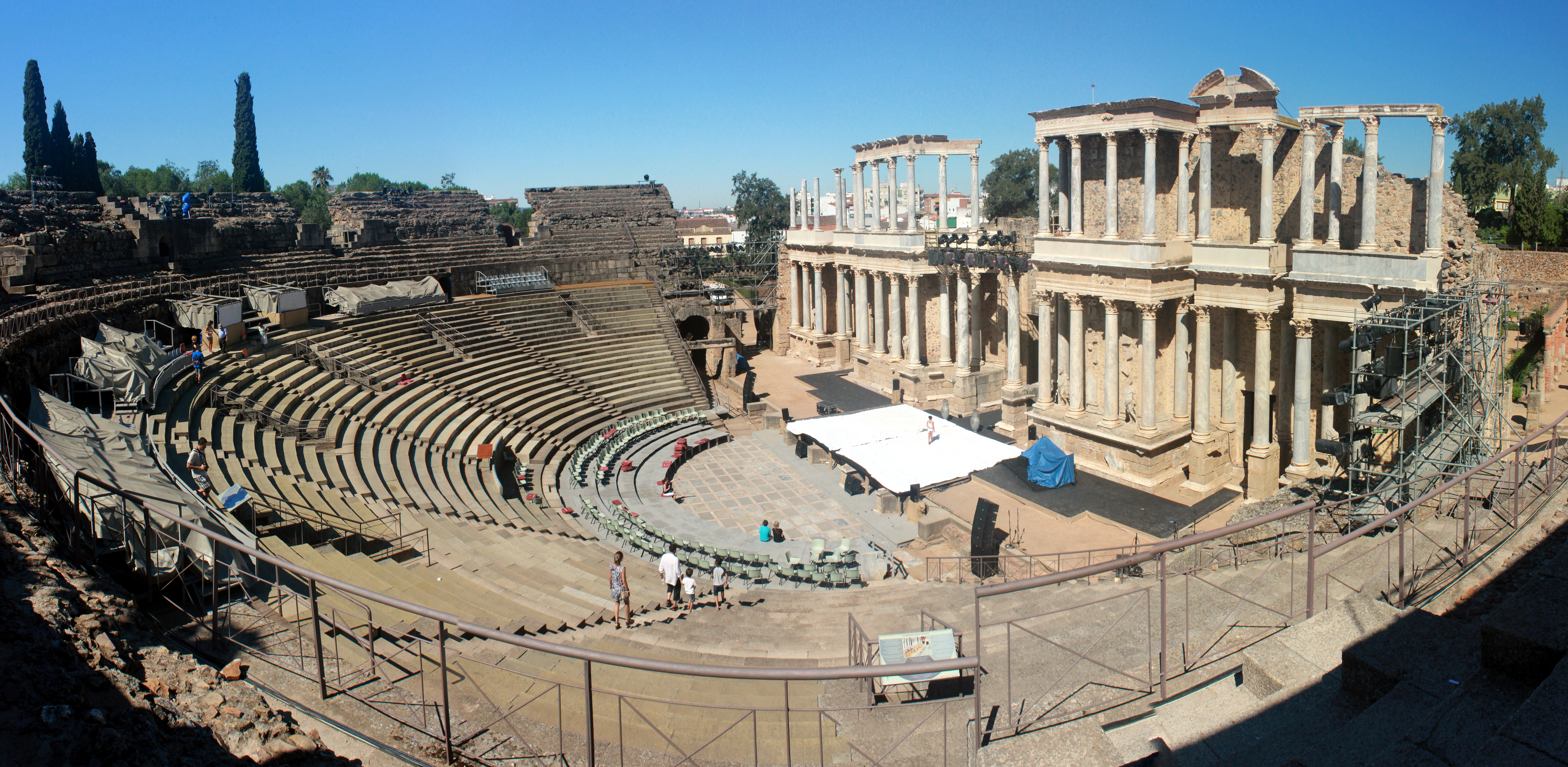
Римський театр (Мерида), Іспанія
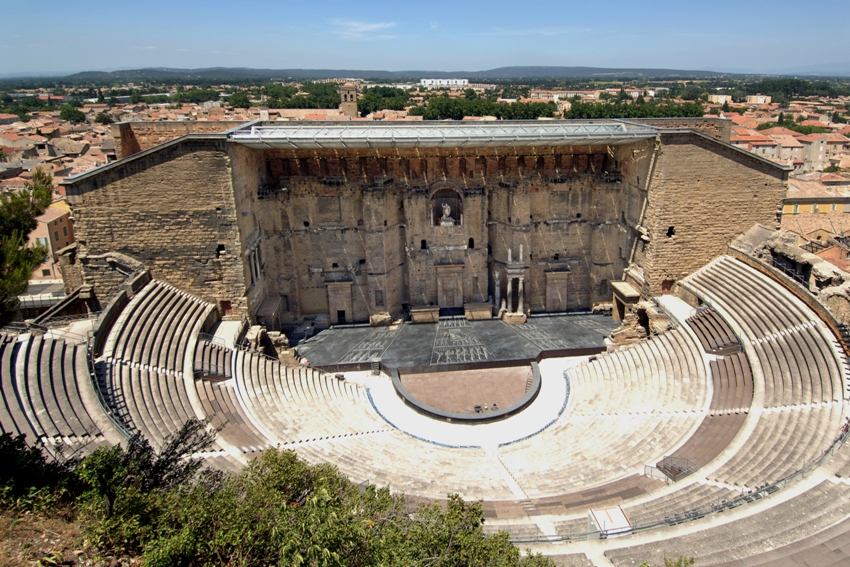
Римський театр (Оранж)
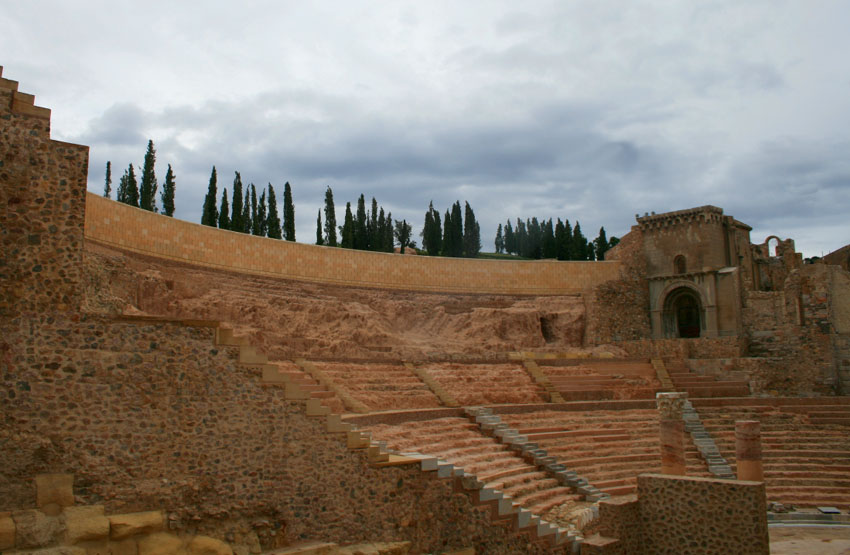
Римський театр (Картахена), Іспанія
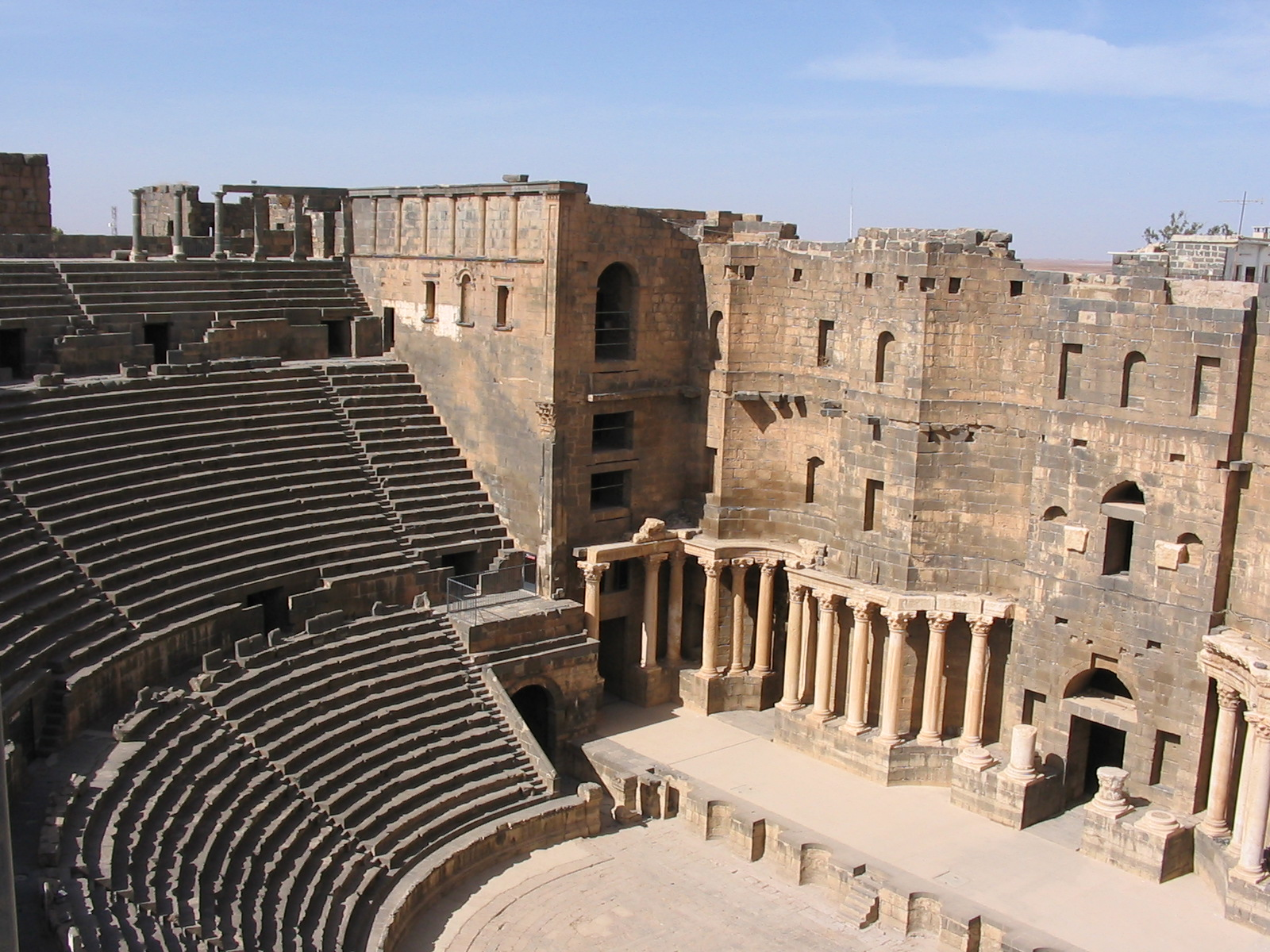
Римський театр (Босра), Сирія
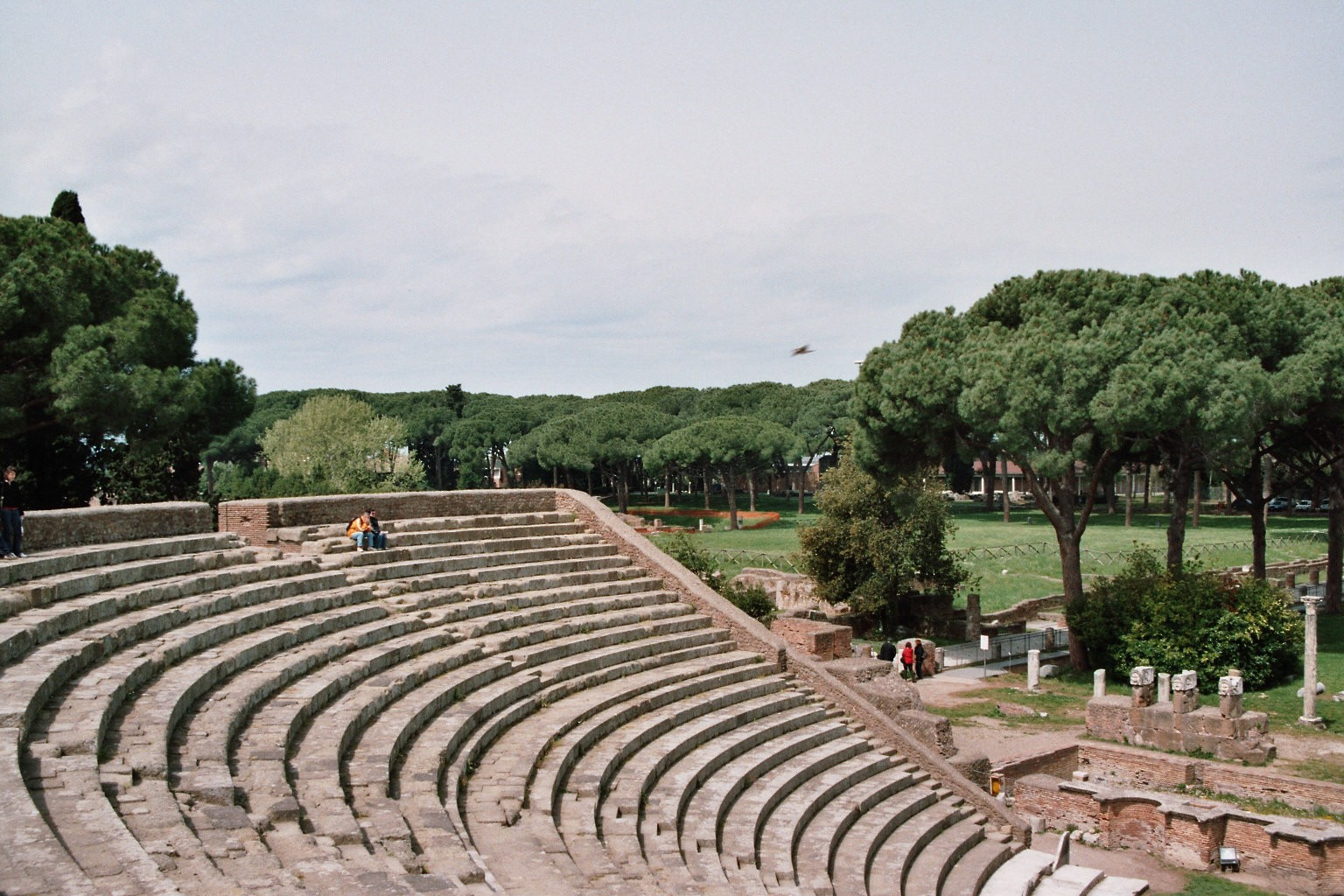
Римський театр (Остія), Італія

### Етика і мораль
Поняття етики та моралі, поділяючи деякі спільності із сучасним суспільством, сильно відрізнялися кількома важливими способами. Оскільки стародавні цивілізації, такі як Рим, були під постійною загрозою нападу з боку племен мародерів, їхня культура була обов'язково мілітаристською, бо бойові навички були цінним атрибутом. У той час як сучасні суспільства вважають співчуття чеснотою, римське суспільство вважало співчуття пороком, моральним дефектом. Дійсно, однією з головних цілей гладіаторських ігор було прищеплення римських громадян від цієї слабкості. Натомість римляни цінували такі чесноти, як мужність та переконаність, почуття обов'язку перед своїм народом, поміркованість та уникання зайвого, прощення та розуміння, справедливість та вірність.
На відміну від популярних описів, римське суспільство мало чітко встановлені та обмежуючі норми, пов'язані із мораллю жінок чи чоловіків. Хоча, як і у багатьох суспільствах, левова частка обов'язків припадала на жінок. Як правило, жінки були моногамними, мали лише одного чоловіка протягом життя, хоча це значно менше розглядалося елітою, особливо в імперії. Очікувались, що жінки будуть скромними в публіці, уникаючи будь-яких провокаційних проявів і демонструючи абсолютну вірність своїм чоловікам. Дійсно, носіння фати було загальним сподіванням зберегти скромність. Секс поза шлюбом в імперський період був незаконним. Тим не менш, проституцію розглядали зовсім по-іншому, і це було загальноприйнятою та регульованою практикою.

## Наука
Давньоримська наука дістала у спадок низку грецьких досліджень, але на відміну від них (особливо у сфері математики та механіки) набула переважно прикладного характеру. Через це всесвітнє розповсюдження здобули саме римська нумерація та юліанський календар. Водночас характерною рисою римської науки були виклад наукових питань у літературно-цікавій формі. Особливого розквіту досягли юриспруденція та сільськогосподарські науки, багато творів було присвячено архітектурі, містобудівній та військовій техніці.

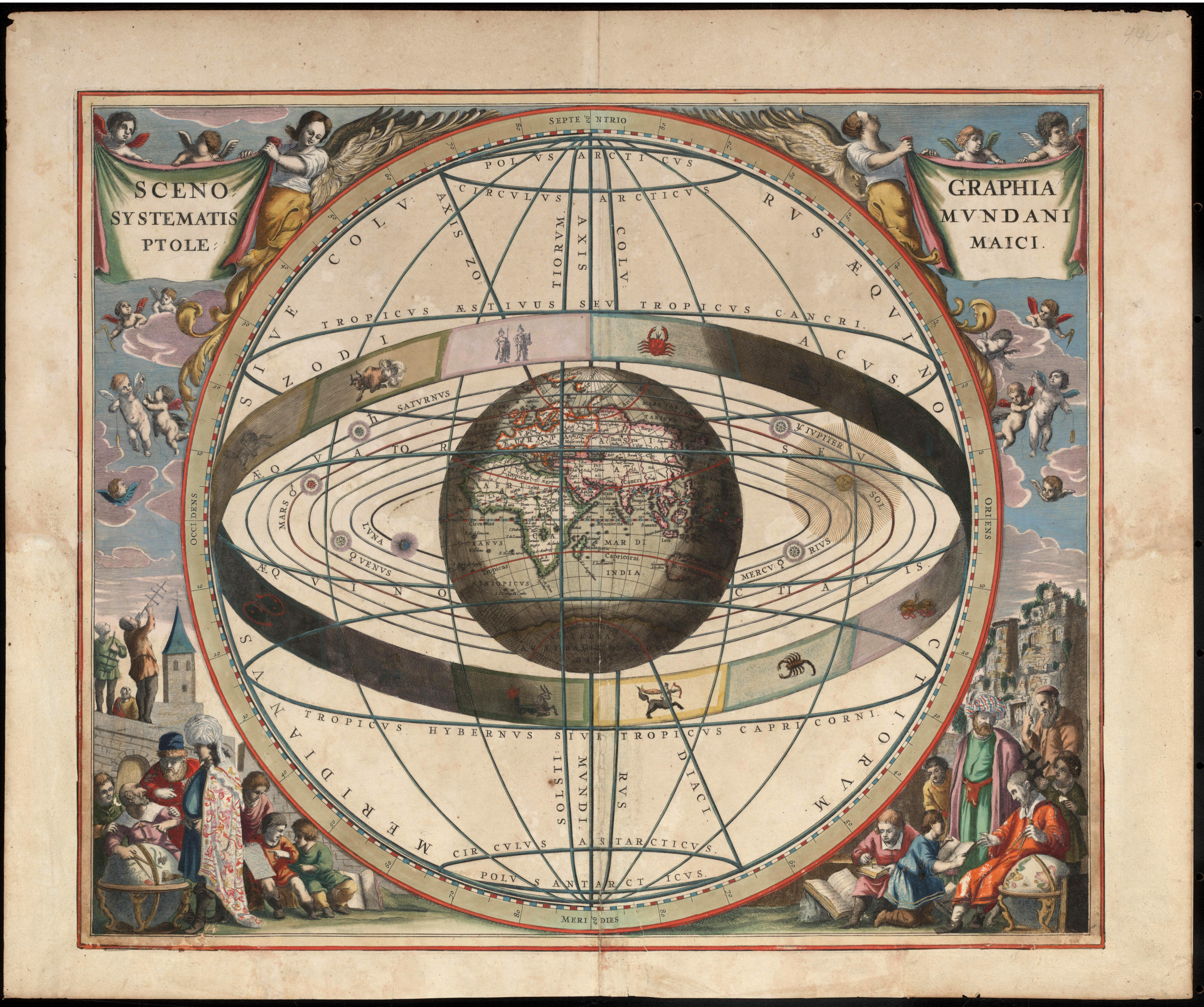
Система Всесвіту за Птолемеєм

Помітним внеском римської науки було створення цілого ряду енциклопедичних робіт, що систематизували знання, нагромаджені в різних сферах. Так, основні ідеї античної матеріалістичної думки про атоми, про смертність душі, незалежність природи від волі богів викладає Тит Лукрецій Кар в науково-просвітницькій поемі «Про природу речей». Найвизначнішими представниками природознавства були вчені-енциклопедисти Гай Пліній Секунд Старший, Марк Теренцій Варрон і Луцій Анней Сенека.
Класична праця з географії належить Страбону, що зібрав в своїй «Географії» всі відомі тоді зведення про країни і народи — від Британії до Індії. Птолемей, узагальнюючи астрономічні спостереження, розробив геоцентричну модель світу, згідно з якою навколо кулястої Землі обертаються Сонце та інші планети. Ця модель залишалася пануючою аж до Нового часу.
Давньоримська філософія розвивалася переважно у фарватері грецької, з якою вона була значною мірою пов'язана. Популярність отримали насамперед морально-етичні вчення. Майже офіційною доктриною римської держави став стоїцизм, який бачив мету філософії в тому, щоб указати шлях до щастя. Великим представником цього напряму був Сенека. Він відігравав помітну політичну роль при дворі імператора Нерона, але закінчилася його кар'єра трагічно. Запідозривши Сенеку у змові, Нерон змусив філософа покінчити життя самогубством. Сенека розробляв проблеми практичної моралі: подолання страху смерті, важливість стриманості, етична рівність людей. Філософська розробка такого кола ідей дозволяє вважати вчення Сенеки одним з джерел християнської етики.
Видатних успіхів досягла римська наука у сфері медицини. Серед видатних медиків Стародавнього Риму можна відзначити: Діоскоріда — фармаколога та одного із засновників ботаніки, Сорана Ефеського — акушера і педіатра, Клавдія Галена — талановитого анатома, який розкрив функції нервів і головного мозку. Галену належить перша в історії науки концепція кровообігу. Вагомий внесок також зробили Скрибоній Ларг, Марцел Емпірик, Секстій Нігер.
З урахуванням особливого відношення римлян до своєї держави зрозуміла та виняткова роль, яку відігравала історична наука. У Давньому Римі історики, як правило, займали високе суспільне положення і активно брали участь в політичному житті. Історичні твори належать перу Юлія Цезаря («Записки про галльську війну»). Близьким до Октавіана Августа був Тит Лівій, твори якого є часто єдиним джерелом для вивчення цілих періодів в історії раннього Рима. Тацит намалював картину римської історії часів Імперії, приділивши значне місце опису варварських племен, що нападали на Рим, згадавши серед інших і венедів (одна з назв слов'янських племен у давні часи).

## Технології

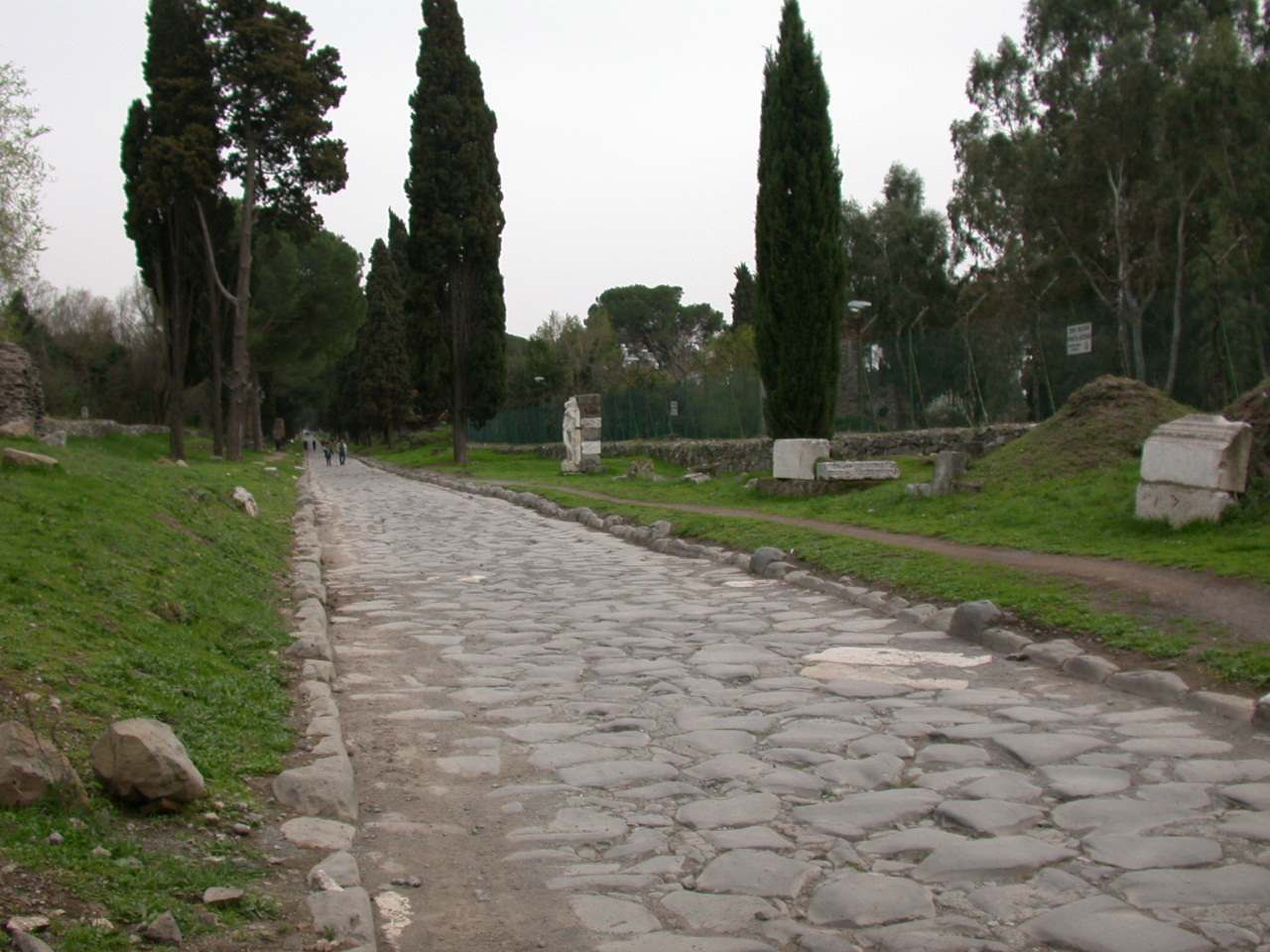
Аппієва дорога

Стародавній Рим відзначався вражаючими технологічними здобутками, зробивши багато винаходів, більшість з яких будуть втрачені у Середні віки та відроджені тільки у XIX–XX ст. Багато практичних римських інновацій були адаптацією більш ранніх давньогрецьких винаходів.
Римська інженерна справа, як і військова техніка, складала значну частину римської технологічної переваги та спадщини, та сприяла спорудженню сотень доріг, мостів, акведуків, лазень, театрів та арен. Багато визначних споруд, таких, як Колізей, Пон-дю-Ґар (акведук) та Пантеон, ще досі залишаються доказами римської інженерної справи та культури.
Римляни особливо відомі своєю архітектурою, яка групується разом з давньогрецькою у поняття «класичної архітектури». Хоча існувало багато відмінностей від грецької архітектури, Рим значно запозичив у греків їхню схильність до точних, шаблонних конструкцій та пропорцій споруд. За винятком двох нових ордерів колон, композитного та тосканського, і куполу, що походить від етруського склепіння, до кінця Республіки Рим мав відносно мало архітектурних інновацій.
У I ст. до н. е. римляни починають широко використовувати бетон, який винайшли наприкінці III ст. до н. е. То була міцна цементна суміш з пуцолану, яка незабаром витіснила мармур з позиції провідного римського будівельного матеріалу та зробила можливими багато зухвалих архітектурних схем. Також у I ст. до н. е. Вітрувій написав трактат «De architectura», імовірно, першу наукову працю з історичної архітектури. Наприкінці I ст. до н. е. Рим також починає використовувати видування скла, невдовзі після його винайдення в Сирії у 50 р. до н. е. Після того, як Луцій Корнелій Сулла привіз із грецької кампанії зразки мозаїки, вона полонила серця римлян.

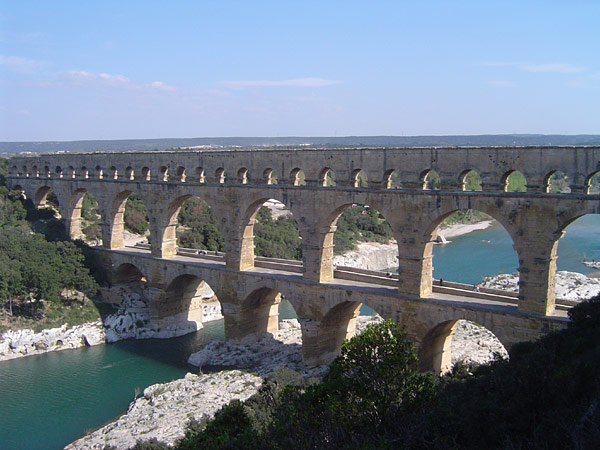
Акведук Пон-дю-Ґар у Франції, збудований у 19 р. до н. е.

Бетон дав змогу будувати бруковані, міцні дороги, багато з яких використовувалися ще тисячу років після падіння Риму. Створення широкої та ефективної дорожньої мережі на всій території Імперії значно зміцнило римську владу і вплив. Спочатку мережу доріг будували для швидкого переміщення римських легіонів, але ці шляхи також мали величезне економічне значення, затверджуючи роль Риму як перехрестя торговельних шляхів — звідси пішов вислів «Усі дороги ведуть до Риму». Римський уряд утримував дорожні станції на регулярних інтервалах вздовж доріг, які надавали відпочинок мандрівникам, будував мости у необхідних місцях та запровадив систему зміни коней для кур'єрів, що дозволило депешам долати відстані до 800 км протягом 24 годин.
Римляни збудували численні акведуки для постачання води до міст і промислових районів, а також для зрошення полів. Воду до міста Рим постачали 11 акведуків, загальною довжиною 350 км. Більшість акведуків були споруджені під поверхнею землі, а на поверхні залишалися дуже невеликі відрізки, які підтримувалися арками. Іноді, коли потрібно було подолати низини глибше 50 м, для направлення води вгору використовувалися сифони.
Римляни також зробили значний прогрес у поліпшенні санітарних умов. Особливо відомі римські публічні лазні (терми), які використовувалися як для гігієнічних, так і соціальних потреб. Багато римських осель мали зливні туалети, хатні водопроводи та комплексну систему каналізації, Cloaca Maxima, яка осушувала місцеві болота та переносила відходи до Тибру. Деякі історики припускають, що використання свинцевих труб у каналізаційній та водопровідній системах призвело до поширеного отруєння свинцем, яке сприяло зниженню народжуваності та загальному занепаду римського суспільства, результатом якого стало падіння Римської імперії[джерело?].

## Філософія Стародавнього Риму
Римська філософія розпочинається з того, чим закінчується грецька — еклектизмом. її початок датується кінцем II — І ст. до н. е.. Вона є вторинною стосовно грецької («Рим був завойованим Грецією духовно»). Звідси, власне, й роздвоєність римської філософії на латино- і грекомовну та змістовна суперечливість: складна внутрішня драма, прив'язаність до наслідування, тлумачення й коментування. Це особливо є характерним для творчості Цицерона (106 — 43 рр. до н. е.), котрий в своїх історичних та соціально-політичних працях висловив ряд думок та ідей соціально-філософського змісту. Найбільш продуктивною була думка щодо походження держави, форм її правління та їх переродження. Досить цінною була й думка про необхідність поділу влад «через їх змішування». На його думку, успіх Риму полягав у поєднанні трьох влад: влади консулів (імператорська), влади сенаторів (аристократів) та влади демосу (народу). Визнавалося за необхідне «залишити трохи влади народові», — тільки за такої умови в суспільстві й державі можуть панувати мир і спокій. Найвидатнішим філософом давньоримської доби був Лукрецій Кар (приблизно 99 — 55 рр. до н. е.), представник матеріалізму, атомістичного пантеїзму. К Маркс високо цінував філософію мислителя, а його працю «Про природу речей» назвав найвеличнішим документом матеріалістичної філософії всіх часів і народів. Лукрецій критично аналізує філософську традицію Геракліта, з повагою ставиться до Емпедокла, обходить мовчанням софістів, Сократа, Платона, Арістотеля, стоїків, скептиків. Він картає Анаксагора за термінологічну перенавантаженість, і надто хвалить Епікура — як наймудрішого, того хто знає істину й викликає «божественну радість».
Найбільший успіх мало вчення стоїків. Абстрактний ідеал мудреця, суворого до себе і до людей, злився з уявленням про римлянина старого гарту, який втілював у собі споконвічні римські чесноти (мужність, справедливість, благочестя тощо). Вчення про розум, що панує в усьому світі, про рівність людей, про розумну справедливість знайшло відображення і в політичних ідеях, і в правових нормах того часу. Набуло певного поширення і матеріалістичне вчення Епікура. Обізнаність з філософією — одна з ознак римської освіченості, яка шириться дедалі більше.
Стародавній Рим не створив нових філософських систем. На давньоримський ґрунт переходять навчання, які з'явилися в Стародавній Греції в епоху краху афінської держави, — епікурейство, стоїцизм, скептицизм. Престиж філософа досягає найвищої точки. Філософ виконував роль, яку згодом у християнстві грали духівники. Практична спрямованість римської душі призвела до того, що в Стародавньому Римі цікавилися не діалектикою і метафізикою, а переважно етикою. Римляни взяли з грецької філософії дві основні теми: як уникнути страху смерті (до цього прагнули епікурейці) і як її гідно зустріти (стоїки). У Древній Греції протиставлені, в Стародавньому Римі стоїки й епікурейці доповнювали один одного (Сенека найохочіше цитував Епікура).
Сенека Луцій Аней(4 р. до н. е. — 65 р. н. е.) був широко ерудованим філософом. У філософських вченнях попередників його цікавила їх практична (моральна) сторона, менше — їх уявлення про думки, й ще менше — про світ. У філософії Сенека розрізняє споглядальну й прикладну частини, оскільки філософія «і споглядає, і діє». Вся філософія Сенеки — прикладна наука, оскільки, на його думку, знання заважають мудрості, тому й слід обмежувати себе в знанні. Для мудрості необхідно мати багато вільного простору в голові, а знання забиває голову дурницями. Ніяка наука, окрім філософії, не досліджує добро і зло. Розділення між мудрістю й знанням полягає в тому, що знання роблять людину розумнішою, але не кращою. «Бути розумнішим, — вважав він, не означає — бути кращим». Тому мудрість є засобом не для того щоб потрапити в рай, а щоб уціліти в цьому світі.
Великий оригінальний філософ пізньої античної традиції — родоначальник римського неоплатонізму Плотін (205—270 pp.) формулює вчення про єдність як про першопочаток усього сущого. Уся сфера буття, що виражається у послідовності: Розум — Душа — Космос, виявляється лише проявом, здійсненням першопочатку, трьома іпостасями: Розум і Душа — втілення єдності у вічності, Космос — у часі. Єдність Плотін називає Благом і порівнює із Сонцем. Йому ж протистоїть темна і позбавлена виду матерія — принцип зла, що провокує перехід вищого в нижче (розум відпадає від єдності, душа — від розуму, а найбільш зухвала частина душі животіє в рослинах). Природно, сфера буття у Плотіна структурована: Розум — це істинно сутнє, первісні сутності, у Розумі думка і предмет думки збігається; сфера істинного буття завжди відкрита для душі, слід лише уміти повернутися до самого себе, пізнати власну природу. Такому світу протистоїть Космос, що є, на відміну від всюдисущого Розуму, у певному місці.

## Історіографія
Інтерес до вивчення Стародавнього Риму виник, окрім праць Макіавеллі, також протягом Просвітництва у Франції. Шарль Монтеск'є (фр. Charles-Louis de Montesquieu) написав у 1734 р. твір «Роздуми про причини величі та занепаду римлян». Першою капітальною працею стала «Історія занепаду і падіння Римської імперії» Едварда Гіббона (англ. Edward Gibbon), яка охоплювала період від кінця 2 ст. до падіння Візантійської імперії у 1453 р. Як і Монтеск'є, Гіббон цінував достоїнства римських громадян, разом з тим, на його думку, розклад Імперії почався вже за часів Коммода, а християнство стало каталізатором падіння Імперії, підточивши її підвалини зсередини.
Засновником критичного вивчення давньоримської історії став Бартольд Георг Нібур (нім. Barthold Georg Niebuhr), який написав книгу «Римська історія», прослідивши період до Першої Пунічної війни. Також він зробив спробу визначити шлях еволюціонування римських звичаїв. За його думкою, римляни, як і будь-який інший народ, мали історичний етос, який зберігся переважно у знатних родинах. Певну увагу Нібур присвятив етногенезу, що розглядався під кутом виникнення римської общини. У наполеонівську епоху з'явилася книга Віктора Дюрюї (фр. Victor Duruy) «Історія римлян», яка робила акцент на популярному тоді цезаріанському періоді. Вкрай важливими віхами стали праці Теодора Моммзена , одного з перших визначних дослідників римської спадщини. Велику роль відіграла його праця «Римська історія», а також «Римське державне право» та «Збірник латинських написів» («Corpus inscriptionum Latinarum»). Пізніше вийшла праця іншого спеціаліста, Гуль'єльмо Ферреро (італ. Guglielmo Ferrero) — «Велич та падіння Риму».
У 1899 р. вийшла книга російського спеціаліста І. М. Гревса «Нариси з історії римського землеволодіння, переважно в епоху Імперії», де, наприклад, з'явилися відомості про господарство Помпонія Аттіка, одного з найбільших землевласників у період кінця Республіки.